# تملنادة
تَمِلْنَادَة (بالتملية: /தமிழ்நாடு؛ ومعناه: بلاد التمل) ولاية هندية عاصمتها هي مدينة جناي. وتقع ولاية تملنادة في أقصى جنوب شبه القارة الهندية تحيط الولاية بإقليم بونديتشيري الاتحادي وتحدها ولاية كيرلة من الغرب وكرناتك من الشمال الغربي وآندرة برديش من الشمال. تُحيط بالولاية جغرافيا جبال الغات الشرقية شمالا، وجبال نلغيري وجبال أنايمالاي وضاحية بلكاد (الواقعة في ولاية كيرلة) غربا، وخليج البنغال شرقا، والمحيط الهندي جنوباً، فيما يحد الولاية من الجهة الجنوبية الشرقية كل من خليج منار ومضيق بالك. الولاية هي عاشر أكبر ولاية هندية حسب المساحة والسادسة حسب عدد السكان.
تملنادة هي موطن التمليين منذ سنة 500 قبل الميلاد على الأقل ويتحدثون اللغة التملية التي استُخدمت في الأدب وكتابة النقوش التاريخية منذ أكثر من ألفي عام. حكمت الولاية ممالك متعددة عبر العصور مثل ممالك تشيرا وتشولا وبانديا وقت عصر سانجام، وسلالة بالافا من القرن الثالث إلى القرن التاسع وإمبراطورية فيجاياناغارا بين القرنين الرابع عشر والسابع عشر الميلادي. بدأ الاستعمار الأوربي بإقامة موانئ تجارية على ساحل الولاية في القرن السابع عشر وسيطر البريطانيون على أجزاء واسعة من جنوب الهند باسم رئاسة مدراس لمدة قرنين قبل استقلال الهند في 1947. أصبحت المنطقة بعد الاستقلال ولاية مدراس في جمهورية الهند ثم أُعيد ترسيم حدود الولاية على أساس لغوي في 1956. غيّر اسم الولاية إلى تملنادة (أي "بلاد التمل") في عام 1969. شهدت الثقافة والمطبخ والهندسة المعمارية تأثيرات متعددة على مر السنين وتطورت بشكل متنوع.
تعد تملنادة من أكثر ولايات الهند تحضراً. ولتملنادة ثاني أكبر ناتج محلي إجمالي بعد ولاية مهاراشترة بناتج 23.65 ترليون روبية هندية (390 مليار دولار أمريكي)، وقد كانت قبل سنة 2010 لها رابع أكبر ناتج محلي إجمالي ولكنها تجاوزت ولايتي آندرة برديش وأتر برديش. وهي تاسع ولاية حسب نصيب الفرد من الناتج المحلي الإجمالي بقيمة 275583 روبية هندية (4٬600 دولار أمريكي) والحادي عشر في مؤشر التنمية البشرية. تُعرف تملنادة بأنها واحدة من الولايات الصناعية الرائدة ويشكل قطاع التصنيع حوالي ثلث الناتج المحلي الإجمالي للولاية.تشتهر بثقافتها المتنوعة الولاية بالهندسة المعمارية والسواحل الطويلة والغابات والجبال والعديد من الآثار القديمة والمباني التاريخية والمواقع الدينية والشواطئ والتلال والحصون والشلالات بالإضافة إلى أربعة مواقع للتراث العالمي. تعتبر الولاية من أكبر الولايات الهندية حسب السياحة وتشكل الغابات مساحة 22,643 كـم2 (8,743 ميل2) أي ما يعادل 17.4٪ من المساحة الجغرافية للولاية وتشكل الغابات المحمية منها 3,305 كـم2 (1,276 ميل2) أي حوالي 15٪ من مساحة الغابات المسجلة. يوجد في الولاية ثلاث محميات للمحيط الحيوي وغابات المانغروف وخمس حدائق وطنية و18 محمية للحياة البرية و17 محمية للطيور. وتلعب صناعة السينما التملية، المعروفة باسم كيلوود، دورًا مهمًا في الثقافة الشعبية للولاية.

## التسمية
الاسم مُشتق من اللغة التملية فتعني "نَادُ" "الأرض" أي أن اسم الولاية هو "أرض التمل". أصل كلمة "التمل" غير واضح بدقة وهناك نظريات متعددة حول أصله. أُشير إلى المنطقة التي تشمل تملنادة الحالية وكيرلة وأجزاء من كرناتك وآندرة برديش باسم "تملاكام" يشير إلى المنطقة في أدب سنكم القديم. ذكر "Tolkāppiyam" (من القرن الثاني إلى الأول قبل الميلاد) أن منطقة "تملاكام" تتكون تيرومالا وكنياكماري. استخدم اسم "تملاكام" للإشارة إلى المنطقة في أدب عصر سنكم اللاحق مثل "Puṟanāṉūṟu" و"Patiṟṟuppattu" وسيلاباتيكرام و"Manimekalai". أشار "Cilappatikaram" (من القرن الخامس إلى السادس ميلادي) و"رامافاتارام" (من القرن الثاني عشر ميلادي) إلى المنطقة باسم تملنادة. ومن التمل من يكتبها بالعربية «تملناد» بغير هاء كحبيب بن محمد الداودي الندوي إمام المسجد الشرقي في تملنادة.

## تاريخ

### ما قبل التاريخ

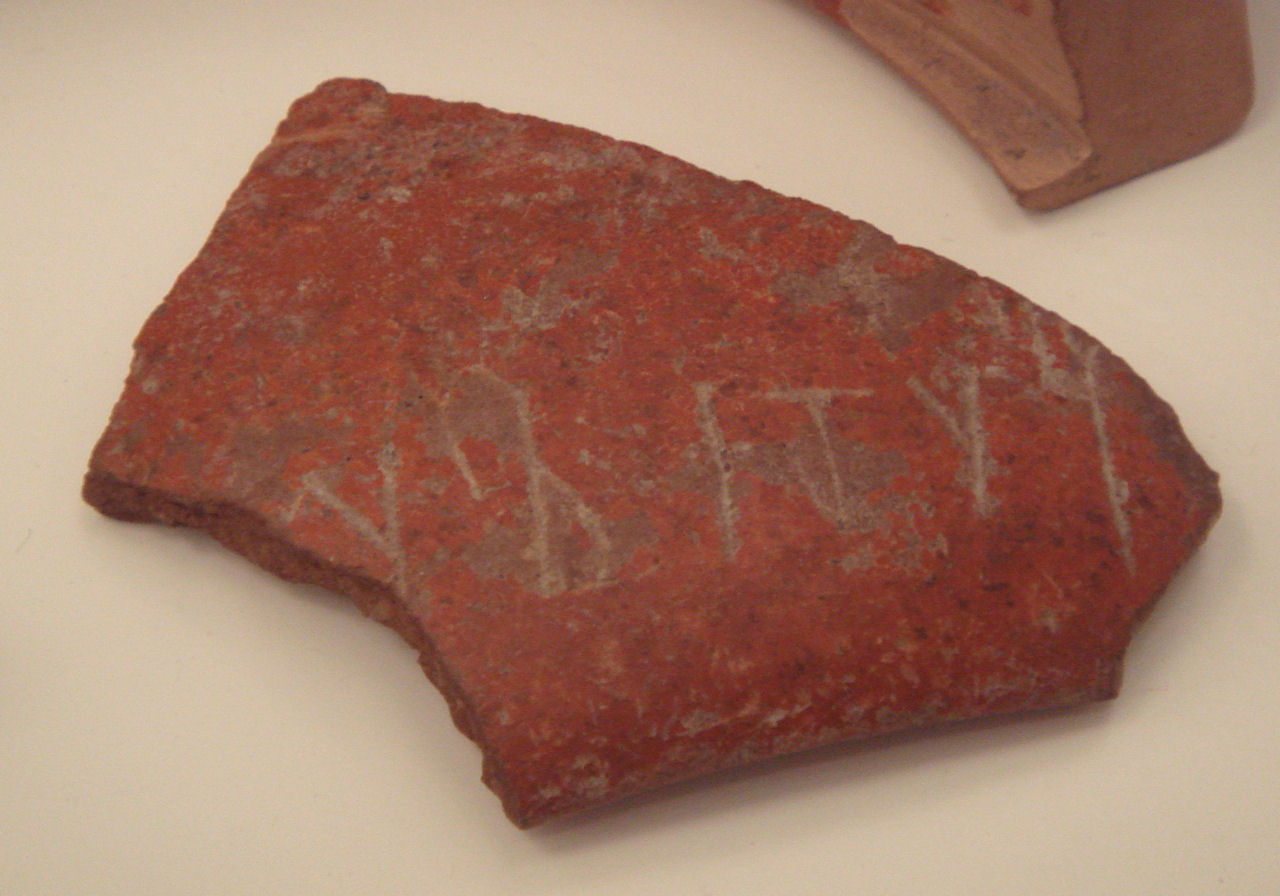
قطعة فخّار رومانية أثرية عُثر عليها في تملنادة معروضة في أحد المتاحف في موقع أريكاميدو الأثري.

لتملنادة تاريخ عريق يمتد من عصر ما قبل التاريخ، وتشير الأدلة والآثار والتنقيبات إلى وجود أقدم المناطق المأهولة بالبشر منذ قبل التاريخ وإلى اليوم في تملنادة. وقد عثر بعض علماء الآثار التابعون لهيئة مسح الآثار الهندية في أديتشنلور وهو موقع أثري يبعد حوالي أربع وعشرين كيلومتراً (15 ميل) عن مدينة تيرونلفلي؛ عثروا فيه على جرار فخارية تتضمن جماجم بشرية وهياكل عظمية وعظام، بالإضافة إلى قشور وحبات أرز وأحجار كلتية، وتسهم هذه الأخيرة في إثبات أن هذه الآثار تمتد للعصر الحجري الحديث أي ما يقارب 3800 سنة تقريباً. تقول هيئة مسح الآثار الهندية أن نظام الكتابة البدائي التي استُعملت في هذا الموقع الأثري هي الأبجدية التملية البراهمية هو نص قديم يرجع تاريخه إلى القرن الخامس قبل الميلاد. عُدت أديتشنلور موقعاً أثرياً يتيح لعلماء الآثار المزيد من البحث والتنقيب والدراسة حولها. حوالي 60% من النقوش التاريخية التي عثرت عليها هيئة مسح الآثار الهندية في ولايات الهند كانت في تملنادة ومعظمها باللغة التملية. اكتشف الجيولوجيون المئات من بيضات الديناصور المتحجّرة والتي ربما يعود تاريخها إلى ما يقارب من خمس ومليون سنة وذلك في جدول بقرية صغيرة في ضاحية أريلور وهي إحدى ضواحي تملنادة. باحثون من جامعة بريار التي تتخد من مدينة سالم مقراً لها يقولون بأن مجموعات البيض التي عُثر عليها تعود إلى الكرنوصور والصوروبودا.
أظهرت الحفريات في كيزادي وجود مستوطنة حضرية ضخمة فتعود أقدم القطع الأثرية المكتشفة إلى عام 580 قبل الميلاد وذلك خلال عصر التحضر في سهل الغانج بالهند. كما تشير الفخاريات المكتشفة في كيلادي إلى نص قد يمثل مرحلة انتقالية بين نص وادي السند والخط التملي البراهمي الذي استُخدم فيما بعد.

### التاريخ المبكر
التاريخ المبكر لشعب تملنادة وحكّامه تبرز في الأدب التملي الكلاسيكي المعروف باسم الأدب السنغمي. تثبت المصادر الأدبية والأثرية والعملات القديمة أن الحقبة السنغمية استمرت لما يقارب الثمانية قرون امتدت من سنة 500 قبل الميلاد إلى سنة 300 ميلادي. وقد حكمت ثلاث سلالات المنطقة التي تقع فيها ولايتي تملنادة وكيرلة وهذه السلالات هي التشرائيون والتشولائيون والبانديائيون. إن الأراضي التي حكمها التشرائيون وأقاموا مملكتهم وحكمهم عليها تشكّل كل أراضي ولاية كيرلة الحالية بالإضافة إلى الأجزاء الغربية من ولاية تملنادة وهي اليوم الأراضي التي تقع عليها ضواحي كويمباتور وكرور وسالم وإيرود، وكانت عاصمتها تُدعى باسم «فَنْچي مُتُرْ» والتي يُظن أن موقعها هو نفس موقع مدينة كرور الحالية. التشولائيون حكموا الأجزاء الشمالية والوسطى من تملنادة وكانت عاصمتهم أوريور، وأما البانديائيون فقد حكموا الأجزاء الجنوبية من الولاية وكانت عاصمتهم كوركيه ثُمّ مادوراي. وجميع هذه السلالات التي حكمت في تملنادة كانت لها علاقات تجارية مع حضارات تاريخية منها؛ روما واليونان ومصر وسيلان وفينيقيا وشبه الجزيرة العربية وبلاد الرافدين وبلاد فارس. وقد ازدهرت تجارة بعض أنواع السلع منها؛ التوابل والعاج واللآلئ والخرز والأحجار الكريمة والحرير. وكان التشرائيون يعتمدون في متاجراتهم على ميناء موزيريس - الذي يقع الآن ضمن أراضي ولاية كيرلة -، وأما التشولائيون فقد كانوا يعتمدون على مينائي أريكاميدو وبهار، والبانديائيون كانوا يعتمدون على ميناء كوركيه. الوثيقة اليونانية-الرومية المعروفة باسم الطواف حول البحر الإرتري توضح وصفاً دقيقاً ومدروساً لبلاد التمل في تلك الفترة.
الملاحم التملية التوأم سيلاباتيكرام وManimekalai في هذه الفترة. يُنسب إلى نفس الفترة العمل الكلاسيكي التملي ثيروفالوفار لـ Valluvar. كما رعى الحكام بعضًا من أقدم الأدب التملي منها كتاب Tolkāppiyam وهو مرجع لقواعد اللغة التملية.

### حقبة العصور الوسطى

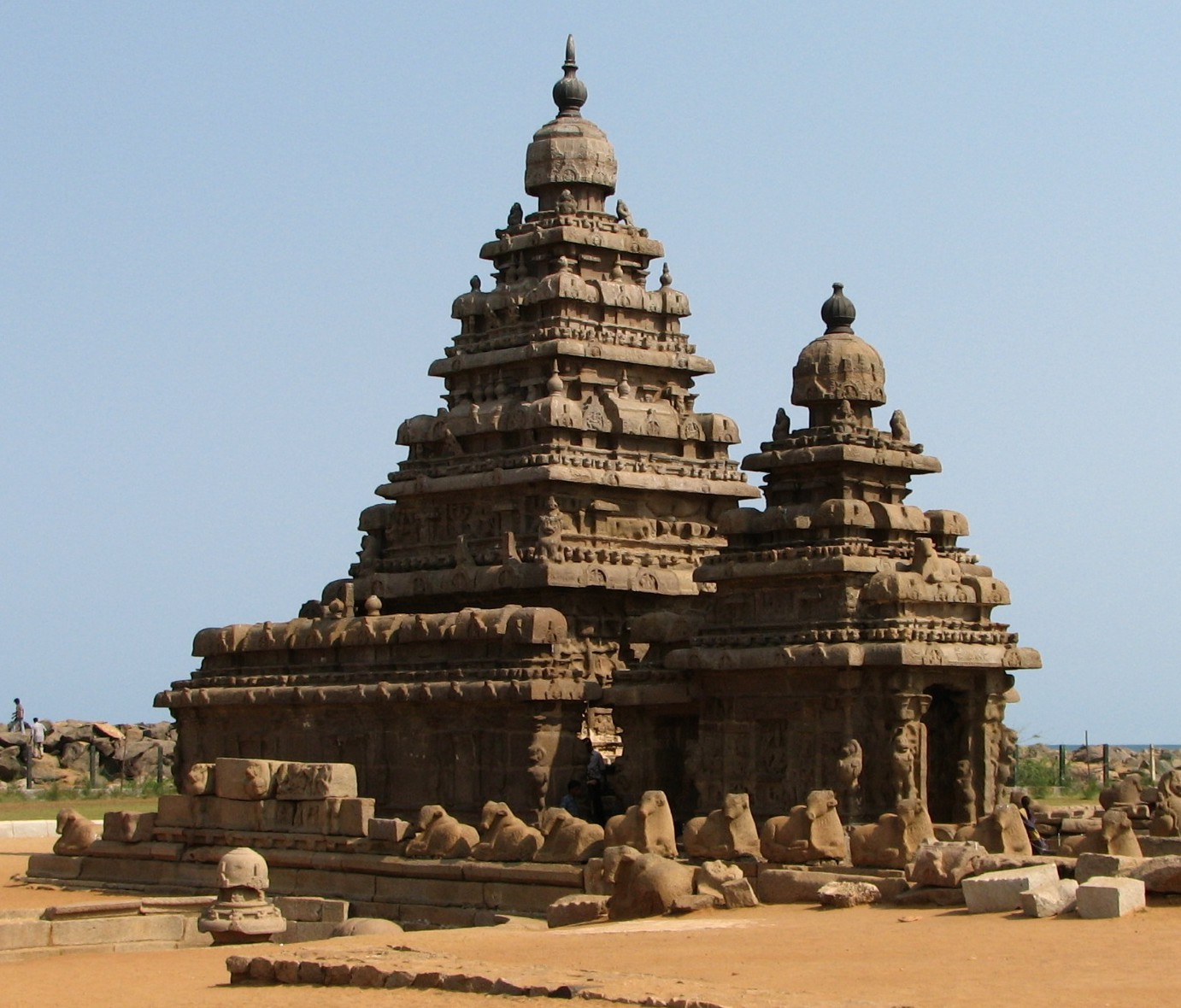
معبد شور بناه البلفائيون.

أُزيح الكلبرائيين عن حكم المنطقة في القرن السابع الميلادي على يد سلالة بانديا وبالافا الذين رعوا البوذية والجاينية قبل أن يُحيوا الشيفاوية والفيشنوية عن طريقة الحركة البهاكتية. تبعهم في الحكم البلفائيين الذين ظهورا في القرن الرابع لكنهم ازدهروا بعد خلافة الكلابهرا بالتحديد في فترة حكم مهندرفرمن الأول وحكم ابنه نرسيمهافرمن الأول وعمّه بودي دارما. وقد حكم البلفائيون جزءاً كبيراً من جنوب الهند وقد كانت عاصمتهم مدينة كانتشيبرم. الحاكم البلفائي نرسيمهافرمن الثاني بنى معبد شور الذي أدخلته منظمة اليونسكو في قائمة مواقع التراث العالمي.
انتهت دولة البلفائيين وحلّت مكانها دولة التشولائيين في القرن العاشر الميلادي، والتي انتهت دولتهم كذلك في القرن الثالث عشر وحلت مكانهم دولة البنديائيين، وقد كانت عاصمتهم مادوراي الواقعة في أقصى جنوب الهند، وقد كانت لهم علاقات تجارية مكثفة وتواصل مع الدول والممالك في جنوب شرق آسيا كمملكة سريفيجايا وما تبعتها من دول بقدر ما كان لهم مع الإمبراطورية الرومية.

عدّ المستكشف الإيطالي ماركو بولو دولة البنديائيين أثرى دولة في الكون في القرن الثالث عشر الميلادي. بعض المعابد كمعبد ميناكشي أّمَّنْ في مادوراي ومعبد نِلِّيبَّر في تيرونلفلي تعد من أفضل الشواهد في العمارة البنديائية للمعابد. وقد ازدهر الأدب وازدهرت التجارة في فترة حكم البنديائيين، وعملوا في استخراج اللؤلؤ في ساحل جنوب الهند بين الهند وسريلانكا والذي يُعد من أروع أنواع اللؤلؤ في العالم المعروف القديم.

خريطة الإمبراطورية التشولائية تحت حكم راجندرا التشولائي الأول.

التشولائيون كان لهم نشاطٌ واسع في الحقبة السنغمية؛ إلّا أنهم صاروا غائبين تماماً في القرون الميلادية الأولى. وقد ابتدأت تلك الفترة (فترة القرون الميلادية الأولى) بالنزاع بين البنديائيين والبلفائيين، وقد ساهم هذا النزاع بدوره في نهوض التشولائيين؛ حيث انشغل البنديائيون والبلفائيون بعضهم ببعض ونهض التشولائيون مرة أخرى في القرن التاسع الميلادي بقيادة فِجَياليا التشولائي الذي أسس العاصمة الجديدة للإمبراطورية التشولائية بمدينة تانجافور حيث هيمن على المنطقة الوسطى من تملنادة وهزم العشائر المحلية والملك البنديائي فراگونافرمان الثاني. ثُمّ من بعده جاء آديتا الأول وابنه برانتاكا الأول ليوسعوا حكمهم ويسيطروا على المناطق الشمالية من تملنادة وينتصرون على آخر ملك من ملوك البلفائيين وهو أبراجيتافارمان. وتوسّع الحكم أكثر من ذلك حين تولى برانتاكا الثاني؛ فوسّع الدولة وضم أراضي من داخل ولاية آندرة برديش الحالية وبعض المناطق الساحلية من ولاية كرناتك الحالية.
أصبحت تملنادة قوة عظمى في جنوب شرق آسيا في عهد راجا راجا وابنه راجِنْدرا وامتد حكمهم شمالاً إلى البنكال وجنوباً إلى سريلانكا في أعظم تمدد لها حيث وصلت مساحة الدولة إلى 3,600,000 كم2؛ ففي البداية وسّع راجا راجا وفتح كل جنوب الهند وأجزاء من سريلانكا، وجاء ابنه راجندرا ليسيطر على كل سريلانكا كما احتلت قواته البحرية السواح من ميانمار وصولاً إلى فيتنام، وضمّ جزر أندمان ونيكوبار ولكشديب وسومطرة وجاوة وشبه الجزيرة الماليزية. وقد انتصر على الملك البنكالي ماهيبالا حين فتح البنكال وليتوّج نصره؛ بنى العاصمة الجديدة للدولة وأسماها گَنْگيكُنْدا تشولابُرام.
غزت سلطنة دلهي عدة مرات في القرنين الثالث عشر والرابع عشر. تأسست إمبراطورية فيجاياناغارا عام 1336 م وغزت المملكة أرض التمل كلها بحلول عام ق. 1370 وحكمتها لما يقرب من قرنين من الزمان حتى هزمتها سلطنات الدكن في معركة تاليكوتا في عام 1565. تبع ذلك سيطرت الناياك الذين كانوا الحكام العسكريين في إمبراطورية فيجايناغارا على المنطقة وكان أبرزهم ناياك مادوراي وناياك ثانجافور. أدخلوا نظام palayakkararar وأعادوا بناء بعض المعابد المعروفة في تملنادة بما في ذلك معبد ميناكشي في مادوراي.

### حقبة الحكم الأوربي

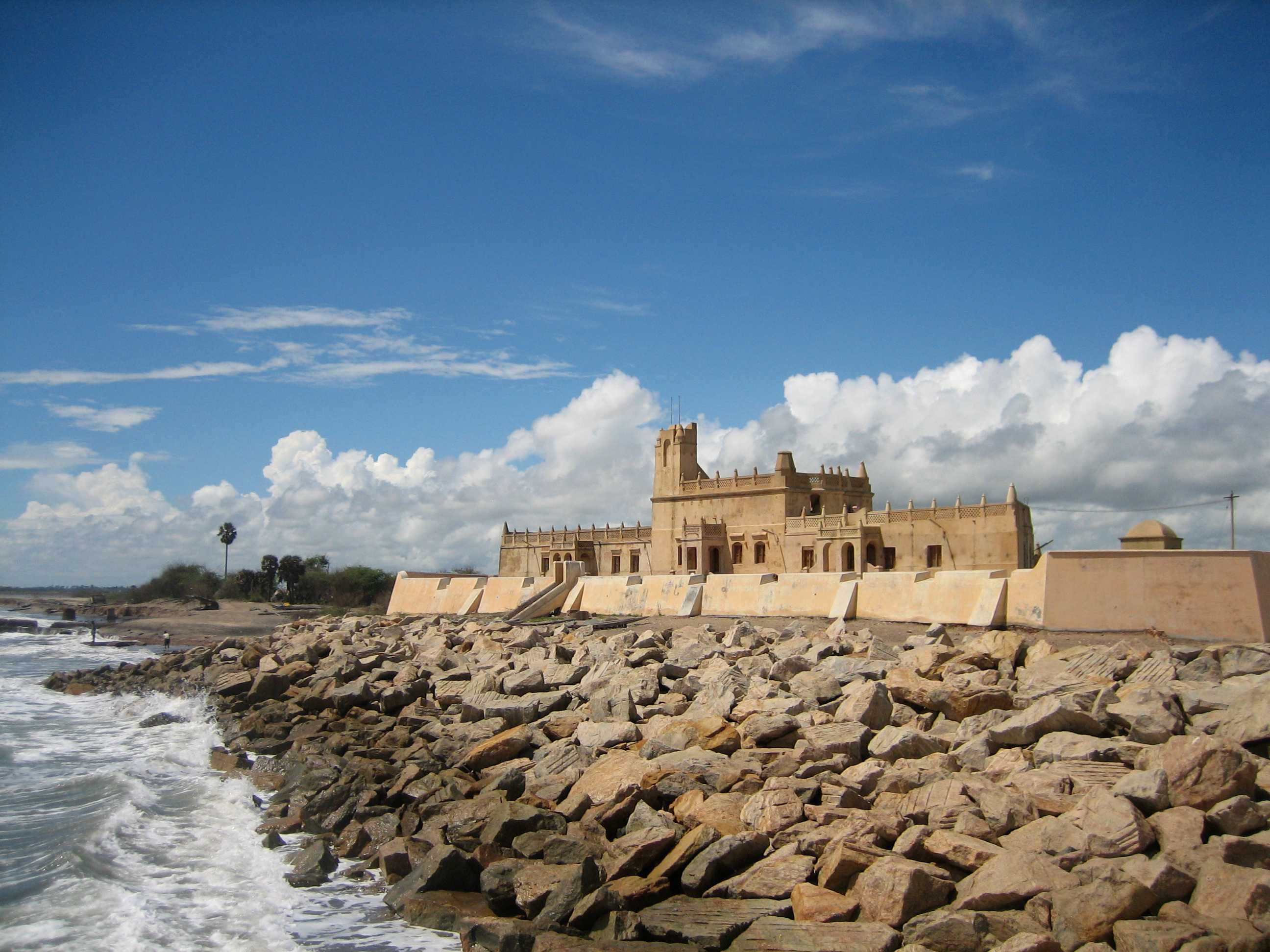
قلعة دانسبُرْگ في ترانغمبادي التي بناها الدنماركي أُفي يدّيه في فترة الحكم الدنماركي لبعض مناطق الهند.

حكمت سلطنة مغول الهند المنطقة عن طريق نواب كرناتك في القرن الثامن عشر والذين هزموا مادوراي ناياك. هاجم الماراثا المنطقة عدة مرات وهزموا نواب كرناتك بعد حصار تريشينابولي (1751-1752)، ما سبب قيام مملكة ثانجافور الماراثية لفترة قصيرة.
بدأ الأوربيون في إنشاء مراكز تجارية على طول الساحل الشرقي منذ القرن السادس عشر. وصل البرتغاليون إلى الساحل في عام 1522 وأسسوا ميناء ساو تومي بالقرب من ميلابور الحالية في مدراس. أنشأ الهولنديون مستوطنة في بلكات في عام 1609 تبعهم الدنماركيون الذين أسسوا مستوطنة في ترانغمبادي. حصل فرانسيس داي من شركة الهند الشرقية البريطانية في 20 أغسطس 1639 على منحة أرض من إمبراطور فيجاياناجر بيدا فينكاتا رايا على ساحل كورومانديل لإقامة أنشطة تجارية. بنت شركة الهند الشرقية بعد عام حصن سانت جورج أول مستوطنة إنجليزية كبرى في الهند والتي أصبحت مركز الراج البريطاني في المنطقة.
أسس الفرنسيون مراكز تجارية في بونديشيري في عام 1693. استولى الفرنسيون على مدراس في معركة مدراس في سبتمبر 1746، واستعاد البريطانيون السيطرة على المدينة في عام 1749 بموجب معاهدة إكس لا شابيل وصدوا محاولة حصار فرنسية في عام 1759. تنافس البريطانيون والفرنسيون على توسيع التجارة فجرت بينهما معركة وانديواش في عام 1760 وهي جزء من حرب السنوات السبع. تخلى نواب كرناتك عن الكثير من أراضيهم الشمالية لشركة الهند الشرقية البريطانية ومنحوهم حقوق تحصيل الضرائب في الجنوب، تلا ذلك حروب بين Palaiyakkarars وشركة الهند الشرقية، وكان من أوئل المعارضين بولي ثيفار وتبعه لاحقًا راني فيلو ناشيار من سيفاغانغاي وكاتابومان من بانشالاكوريتشي. استولت مملكة ميسور على أجزاء من المنطقة في أواخر القرن الثامن عشر وانخرطت في حرب طويلة مع البريطانيين بلغ ذروتها في الحروب الإنجليزية الميسورية الرابعة.

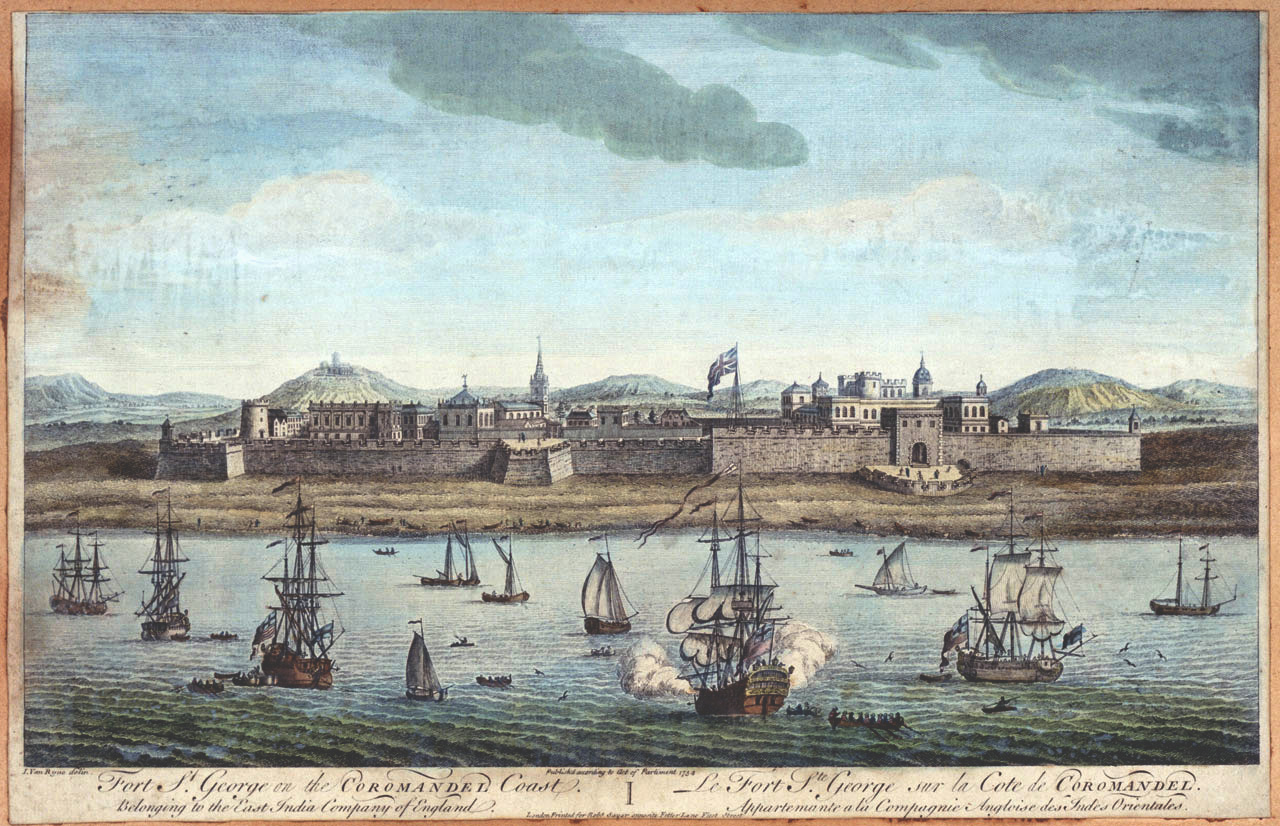
رسم لحصن سانت جورج ومدراس في القرن الثامن عشر

عندما حل القرن الثامن عشر كان البريطانيون قد حكموا معظم المنطقة وأسسوا رئاسة مدراس. قام البريطانيون بضم معظم جنوب الهند تحت ما أصبح يُعرف لاحقًا برئاسة مدراس، بعد الهزيمة التي لحقت بمملكة ميسور في الحرب الإنجليزية المايسورية الرابعة في عام 1799 والنصر البريطاني في حرب بوليغار الثانية عام 1801. اندلع تمرد فيلور والذي يُعتبر أول تمرد كبير للجنود الهنود ضد شركة الهند الشرقية البريطانية في 10 يوليو 1806. أصدر البرلمان البريطاني قانون حكومة الهند لعام 1858 بعد ثورة الهند سنة 1857 الذي نقل السيطرة على الهند من شركة الهند الشرقية إلى التاج البريطاني فأسس الراج البريطاني.
حدثت مجاعتين كبيرتين في رئاسة مدراس بسبب ضعف الرياح الموسمية الصيفية وإدارة نظام ريوتواري السيئة أحدها المجاعة الكبرى بين عامي 1876 و1878 والمجاعة الهندية بين عامي 1896 و1897 والتي أسفرت عن موت الملايين وهجرة العديد من التمل كعمال إلى مستعمرات بريطانية أخرى وهو أساس الشتات التملي الحالي. اكتسبت حركة الاستقلال الهندية زخمًا في بدايات القرن العشرين مع تأسيس المؤتمر الوطني الهندي، الذي تأثر بأفكار أعضاء حركة المجتمع الثيوصوفي بعد مؤتمر ثيوصوفي أُقيم في مدراس في ديسمبر 1884. كانت تملنادة مركزًا للعديد من الشخصيات البارزة في حركة الاستقلال مثل V. O. Chidambaram Pillai وSubramaniya Siva وBharatiyar. وشكل التمل نسبة كبيرة من أعضاء الجيش الوطني الهندي الذي أسسه سوبهاش تشاندرا بوز.

### ما بعد استقلال الهند
أصبحت رئاسة مدراس ولاية مدراس بعد استقلال الهند في عام 1947 وشملت الولاية تملنادة الحالية وأجزاء من آندرة برديش وكرناتك وكيرلة. فصلت ولاية آندرة عن ولاية مدارس في عام 1953، وأُعيد تنظيم الولاية على أساس لغوي إلى حدودها الحالية في عام 1956. تغير اسم ولاية مدراس إلى تملنادة والذي يعني "أرض التمل" في 14 يناير 1969. حدثت احتجاجات بالولاية في عام 1965 ضد فرض اللغة الهندية ودعم استخدام الإنجليزية لغة للتواصل وهو ما حدث باعتمداد الإنجليزية لغة رسمية في الهند مع الهندية. اتبع اقتصاد تملنادة نموذجًا اشتراكيًا بعد الاستقلال مع سيطرة حكومية على القطاع الخاص والتجارة الخارجية والاستثمار الأجنبي. تجاوز اقتصاد تملنادة معدلات النمو الوطنية منذ السبعينيات بسبب السياسات الاقتصادية الموجهة نحو الإصلاح. أصبحت الولاية من أكثر الولايات تحضرًا في الهند مع مؤشر تنمية بشرية يتجاوز المتوسط الوطني منذ القرن الحادي عشر.

## الجغرافيا

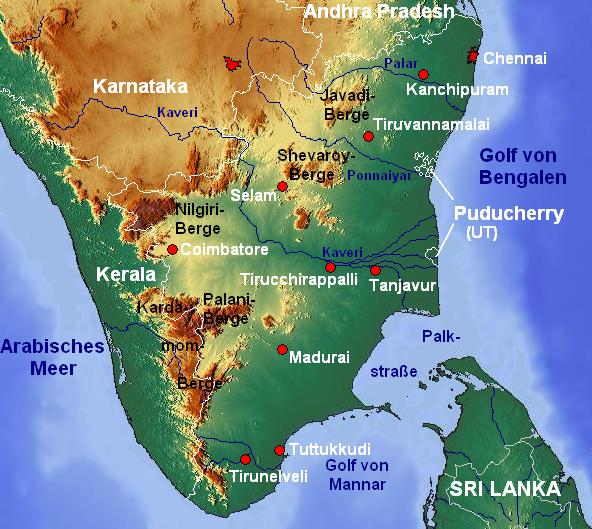
خريطة طبوغرافية لولاية تملنادة.

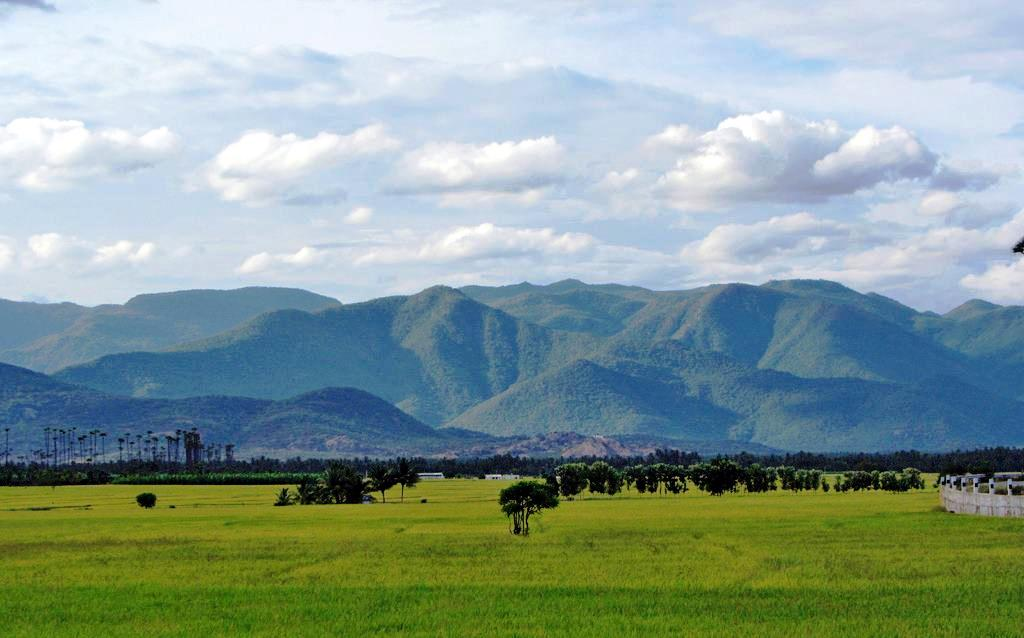
جبال الغات الغربية على حدود الولاية الغربية

تبلغ مساحة ولاية تملنادة حوالي 130,058 كـم2 (50,216 ميل2) 130,058 مِمّا يجعها عاشر أكبر ولاية بين ولايات الهند. الولايات المحيطة بولايات تملنادة هي: كيرلة من جهة الغرب وكرناتك من جهة الشمال الغربي وآندرة برديش من الشمال. ويحيط بها جغرافيًا من الشرق خليج البنكال وإقليم بونديتشيري الإتحادي. تشترك الولاية في حدود بحرية دولية مع المحافظة الشمالية السريلانكية في جزيرة بامبان. يفصل مضيق بالك وسلسلة الحواجز الرملية المنخفضة والجزر المعروفة باسم جسر آدم الولاية عن سريلانكا. تقع أبعد نقطة جنوبية من شبه القارة الهندية ضمن أراضي الولاية، وتعد مدينة كنياكماري - وهي إحدى المدن التابعة لولاية تملنادة - موقع التقاء بحر العرب وخليج البنكال والمحيط الهندي.
تمتد سلسلة جبال الغات الغربية على طول الحدود الغربية الجربية للولاية، أعلى قمة بالولاية هي دودابيتا بارتفاع 2,636 متر (8,648 قدم) في جبال نلغيري. تسير سلسلة جبال الغات الشرقية بالتوازي مع خليج البنغال على طول الساحل الشرقي وتسمى المنطقة الفارقة بينهما ساحل كورومانديل، وهي سلسلة من الجبال متقطعة التي تتقاطع مع نهر كافيري. تلتقي السلسلتان الجبليتان في جبال نلغيري التي الهلال تقريبًا على طول حدود تملنادة مع شمال كيرلة وكرناتك وتمتد إلى تلال منخفضة من الغات الشرقية في الجزء الغربي من حدود تملنادة وآندرة برديش. تحيط هضبة الدكن بكل سلاسل الجبال هذه وتنحدر الهضبة برفق من الغرب إلى الشرق، لذا أفغلب الأنهار الرئيسية من الولاية تأتي من جبال الغات الغربية وتصب في خليج البنغال.
يمتد ساحل تملنادة على 1,076 كـم (669 ميل)؛ فيكون بهذا ثاني أكبر ساحل في ولايات الهند بعد ولاية كجرات. هناك شعاب مرجانية تقع في خليج منار وجزر لاكشادويب. تعرض ساحل ولاية تملنادة سنة 2004 عبر ساحلها إلى زلزال وتسونامي المحيط الهندي وقد أدّى لوفاة 7,793 شخص من الولاية وفاة مباشرة.

### جيولوجيا
معظم أراضي تملنادة تقع في مناطق قليلة التعرض لخطر الزلازل باستثناء الحدود الغربية التي تقع في منطقة قليلة إلى متوسطة التعرض لخطر الزلازل. وتاريخياً تعرضت تملنادة نشاط زلزالي وصلت قوتها أحياناً إلى خمسة على مقياس رختر. صنفت خريطة مكتب المعايير الهندية لعام 2002 تملنادة ضمن المنطقتين الثانية والثالثة. التربة السائدة في تملنادة هي الطميية الحمراء واللاتريت والتربة السوداء والغرينية والمالحة. تغطي التربة الحمراء الغنية بالحديد جزءًا كبيرًا من الولاية وكافة المناطق الداخلية. التربة السوداء موجودة في غرب تملنادة وأجزاء من الساحل الجنوبي، بينما توجد التربة الغرينية في منطقة دلتا نهر كافيري الخصبة والتربة اللاتريت في جيوب متفرقة والتربة المالحة على طول الساحل حيث يكون معدل التبخر عاليًا.

### المناخ

المناطق المناخية في الهند

تحصل تملنادة على معظم الأمطار من الرياح الموسمية. في الصورة خريطة بداية الرياح الموسمية للهند.

المنطقة ذات مناخ مداري يعتمد على أمطار الرياح الموسمية. تنقسم تملنادة إلى سبع مناطق مناخية زراعية هي: الشمال الشرقي والشمال الغربي والغرب والجنوب ومناطق هطول الأمطار الغزيرة والتلال المرتفعة ودلتا كافيري. يغلب مناطق مداري قاري ربط وجاف على معظم المنطقة الداخلية من الولاية باستثناء منطقة ظل المطر شبه الجافة شرق جبال الغات الغربية. تحدث فترات الجفاف الطويلة في الشتاء وأوائل الصيف بمتوسط درجات حرارة تزيد عن 18 درجة مئوية. الصيف شديد الحرارة تتجاوز فيه درجات الحرارة في المناطق المنخفضة 50 درجة مئوية؛ ويمتد موسم الأمطار من يونيو إلى سبتمبر بمتوسط هطول أمطار سنوي يتراوح بين 750 و1500 ملم في المنطقة ككل. تتلقى تملنادة معظم الأمطار مع بداية الرياح الموسمية الشمالية الشرقية في سبتمبر وتسبق بذلك أغلب الولايات الأخرى. مناخ المناطق الواقعة شرق الغات الغربية ذات مناخ حار شبه جاف وتتلقى بين 400 و750 ملم من الأمطار سنويًا، مع صيف حار وشتاء جاف ودرجات حرارة تتراوح بين 20 و24 درجة مئوية. الأشهر من مارس إلى مايو حارة وجافة بمتوسط درجات حرارة شهرية حوالي 32 درجة مئوية وهطول أمطار يبلغ 320 ملم. لا تصلح هذه المنطقة للزراعة بدون شبكات الري.
يضرب فرع الرياح الموسمية الآتي من بحر العرب جبال الغات الغربية في ولاية كيرلة ويسير شمالًا على طول ساحل كونكان وتهطل أمطاره أيضا على المناطق الغربية من الولاية. لكن تحجب الغات الغربية الرياح عن الوصول إلى هضبة الدكن فتتلقى منطقة ليوارد كمية قليلة جدًا من الأمطار. يحصل شمال تملنادة على معظم أمطاره من الرياح الموسمية الشمالية الشرقية. تنشط هذه الرياح من نوفمبر إلى أوائل مارس حين يكون نظام الضغط العالي السطحي في أقوى حالاته. تحدث الأعاصير المدارية في شمال المحيط الهندي طوال العام، في خليج البنغال وبحر العرب، وتجلب معها رياحًا عاتية وأمطارًا غزيرة. يبلغ معدل الهطول السنوي للولاية حوالي 945 ملم (37.2 بوصة) تأتي 48% منها من الرياح الموسمية الشمالية الشرقية و52% من الرياح الموسمية الجنوبية الغربية. تمتلك الولاية 3% فقط من موارد الري على المستوى الوطني وتعتمد بالكامل على الأمطار لتسديد مواردها المائية. وإذا ضعفت الرياح الموسمية فيتسبب ذلك في نقص حاد في المياه وجفاف شديد.

### الحياة البرية

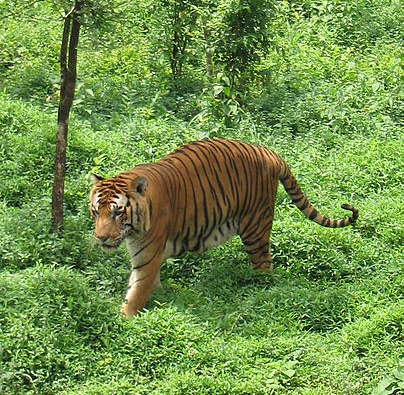
ببر بنكالي في محمية كانياكوماري للحياة البرية.

تغطي الغابات مساحة 22,643 كـم2 (8,743 ميل2) أي 17.4٪ من مساحة ولاية تملنادة، وتتميز الولاية بتنوع نباتي كبير نتيجة لمناخها وجغرافيتها المتباينة. تنتشر الغابات المتساقطة على طول جبال الغات الغربية وتسود الغابات الجافة الاستوائية والأراضي الشجرية في المناطق الداخلية. توجد غابات مطيرة على ارتفاعات شاهقة في جنوب الغات الغربية تعرف بغابات الغات المطيرة الجبلية الجنوبية الغربية. تعتبر منطقة الغات الغربية البيئية من أهم ثماني مناطق حيوية للتنوع البيولوجي في العالم وهي أيضًا من مواقع التراث العالمي لليونسكو. تضم تملنادة حوالي 2000 نوع من الحياة البرية تتصدر تملنادة قائمة الولايات الهندية من حيث عدد أنواع النباتات كاسيات البذور، الذي يصل إلى 5640 نوع تشمل 1559 نوع طبي و533 نوع مستوطن و260 نوعًا يُشكل الأصل البري لبضعة أنواع زراعية ة230 نوعًا مدرجة على القائمة الحمراء للأنواع المهددة بالانقراض. يصل عدد أنواع عاريات البذور في كامل الهند إلى 64 نوعًا، تستأثر تملنادة بأربعة أنواع أصيلة منها و60 نوعًا دخيلاً. كذلك هناك أنواع عديدة من الأشنيات والطحالب والفطريات والبكتيريات التي تتخذ من الولاية موطنًا لها. من أبرز أنواع الأشجار المستوطنة: نخيل الدوليب، وهي شعار الولاية، والكينا والمطاط والخيزاران والساج والميشطة عريضة الأوراق والغار الهندي، وبعض الأنواع المزهرة مثل: خيار شمبروالباذنجانية. من النباتات النادرة أيضًا: الأبنوس وسحلبية الأبواغ والبلاسم والحوذان وخنشار العالم القديم الملكي.

تضم ولاية تملنادة العديد من المجالات الحيوية البيئية مثل محمية نلغيري للمحيط الحيوي في جبال نلغيري ومحمية أغاستيامالا للمحيط الحيوي في تلال أغاستيا مالا هيلداموم والشعاب المرجانية في خليج منار التي تبلغ مساحتها 10500 كم² (4100 ميل مربع) تضم المحيط والجزر والساحل المجاور بالإضافة إلى الشعاب المرجانية والمستنقعات المالحة وأشجار المانغروف وهي موطن العديد من الأنواع المائية المهددة بالانقراض مثل الدلافين والأطوم والحيتان وخيار البحر. يوجد محميات للطيور في ثاتيكاد وكادالوندي وفيدانتانجال ورانجاناثيتو وكوماراكوم ونيلاباتو وبوليكات.

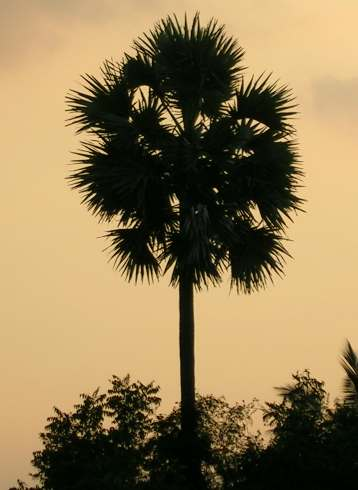
نخلة دوليب، رمز الولاية.

تشغل المناطق المحمية مساحة 3,305 كـم2 (1,276 ميل2) أي 2.54٪ من المساحة الكلية و15٪ من مساحة الغابات المسجلة في الولاية التي تبلغ مساحتها 22,643 كـم2 (8,743 ميل2). تأسست حديقة مودومالاي الوطنية في عام 1940 وهي أول محمية للحياة البرية الحديثة في جنوب الهند. تدير وزارة البيئة والغابات في الحكومة الهندية وإدارة غابات تملنادة هذه المناطق المحمية. تعد غابات المانغروف في بيتشافارام من أكبر غابات المانغروف في الهند وتبلغ مساحتها 45 كيلومتر مربع (17 ميل مربع) وتدعم وجود أنواع نادرة من الأصداف والأسماك والطيور المهاجرة ذات الأهمية الاقتصادية. يوجد في الولاية خمس حدائق وطنية تبلغ مساحتها 307.84 كـم2 (118.86 ميل2) هي أنامالاي ومودومالاي وموكورثي وخليج منار البحري وجويندي الحضرية داخل مدينة جناي. يوجد في تملنادة 18 محمية للحياة البرية. تعتبر تملنادة موطنًا لواحدة من أكبر مجموعات النمور البنغالية المهددة بالانقراض والفيلة الهندية في الهند. هناك خمسة محميات للأفيال في تملنادة هي أغاستيامالاي وأنامالاي وكويمباتور ونيلجيريس وسريفيليبوتور. تشارك تملنادة أيضًا في مشروع النمر وبها خمس محميات للنمور هي أنامالاي وكالاكاد موندانثوراي ومودومالاي وساثيامانغلام وميجامالاي. هناك سبعة عشر محمية طيور معلنة في الولاية.
يوجد في الهند حديقتان يعترف بهما الهيئة المركزية للحدائق وهما حديقتي Arignar Anna وMadras Crocodile Bank Trust الموجودتان في جناي. توجد حدائق أصغر تديرها مجالس محلية مثل حديقة كويمباتور في كويمباتور وحديقة أميرثي في فيلور ومنتزه كورومبامباتي للحياة البرية في سالم وحديقة يركواد دير في يركواد وحديقة موكومبو دير في تيروتشيرابالي وحديقة أوتي دير في نلغيري. ويجد في الولاية خمس مزارع للتماسيح في أمارافاتي بمنطقة كويمباتور وهوجيناكال بمنطقة دهارمبوري وكورومباباتي بمنطقة سالم وصندوق بنك مدراس للتماسيح في جناي وساثانور بمنطقة تيروفانمالي. ومن الأنواع المهددة بالانقراض في المنطقة grizzled giant squirrel, grey slender loris, ودب كسلان Nilgiri tahr, Nilgiri langur ومكاك ذيل الأسد والنمر الهندي.
| الحيوان      | الطائر       | الفراشة      | الشجرة      | الفاكهة | الزهرة      |
| ------------ | ------------ | ------------ | ----------- | ------- | ----------- |
| Nilgiri tahr | يمامة زمردية | Tamil Yeoman | بوراس مروحي | جاكية   | باهرة هندية |

## السياسة والإدارة
| المنصب        | الاسم        |
| ------------- | ------------ |
| Governor      | R. N. Ravi   |
| رئيس الوزراء  | M. K. Stalin |
| Chief Justice | R. Mahadevan |

جناي هي عاصمة الولاية وتقع بها السلطات التنفيذية والتشريعية والقضائية بالولاية. يوجد بحكومة الولاية 43 إدارة تمتلك أقسام فرعية تدير المشاريع والمجالس المتنوعة. تُقسم الولاية إلى 38 مقاطعة يدير كل منها جامع المقاطعة وهو ضابط بالخدمة الإدارية الهندية تعينه حكومة تملنادة. تُقسم المقاطعات إلى 87 قسم إيرادات تحت إدارة موظفي الإيرادات تنقسم إلى 310 تالوك تنقسم هي إلى 1349 كتلة إيرادات تُعرف بفركاس بها 17680 قرية. تتألف الإدارة المحلية من 15 شركة بلدية و121 بلدية و528 بانشيات بلدية في المناطق الحضرية و385 اتحاد بانشيات و12618 بانشيات قروية. تعد شركة جناي الكبرى المؤسسة في عام 1688 ثاني أقدم شركة في العالم وتعد تملنادة أول ولاية أنشأت بانشيات المدينة.

### الهيئة التشريعية

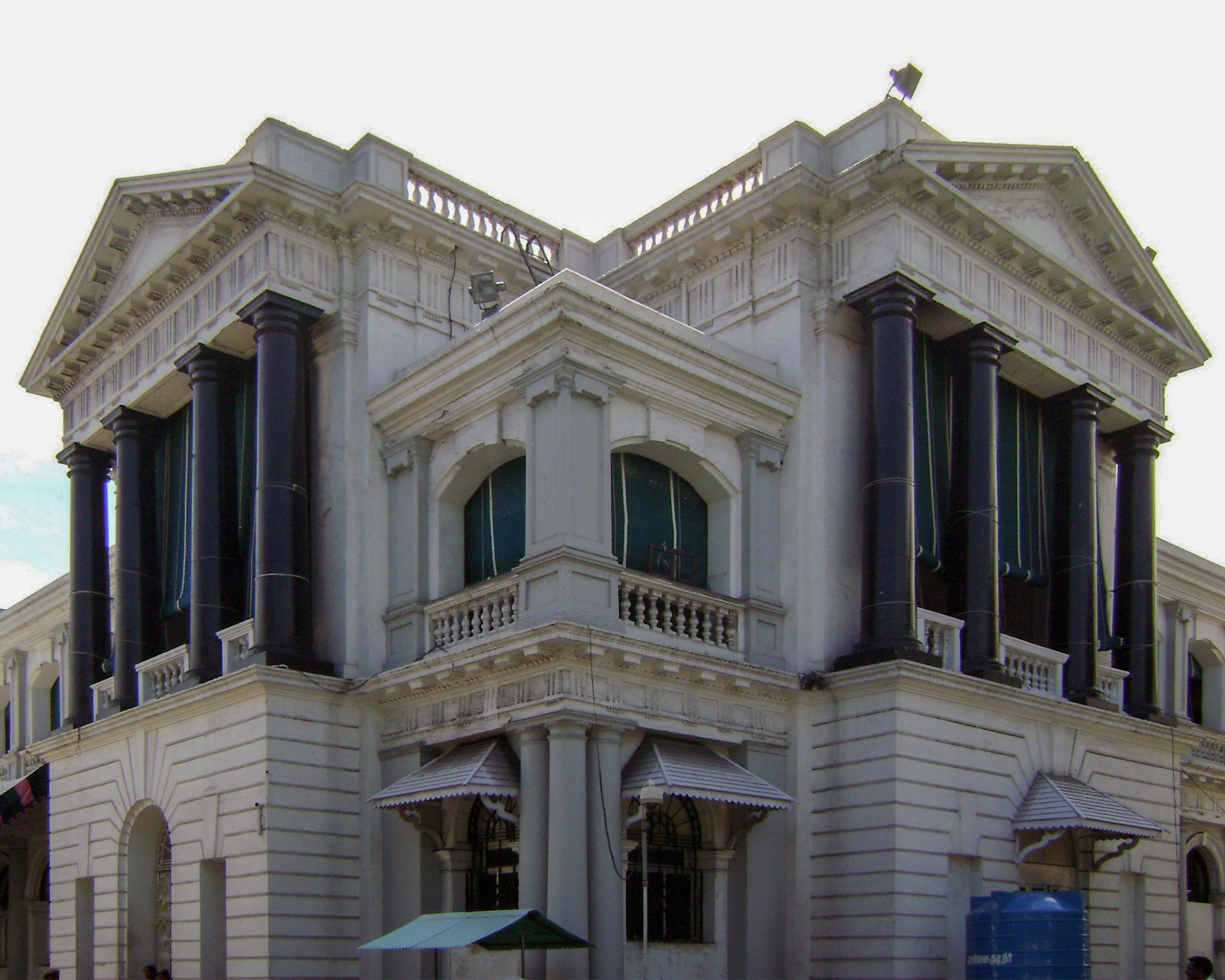
المقر الرئاسي لولاية تملنادة.

يُعتبر الحاكم رئيس الولاية بموجب الدستور ويُعين رئيس الوزراء ذو السلطة التنفيذية الفعلية. أسس قانون المجالس الهندية لعام 1861 المجلس التشريعي لرئاسة مدراس بأعضاء يتراوح عددهم بين أربعة وثمانية وكان يعتبر هيئة استشارية للحاكم. زاد عدد الأعضاء إلى عشرين في عام 1892 وإلى خمسين في عام 1909. تأسس المجلس التشريعي لمدراس في عام 1921 بموجب قانون حكومة الهند لعام 1919 لمدة ثلاث سنوات وكان يتألف من 132 عضوًا 34 منهم يرشحهم الحاكم والباقون منتخبون.
أنشأ قانون حكومة الهند لعام 1935 هيئة تشريعية ثنائية الغرفة وأنشئ مجلس تشريعي جديد يضم بين 54 و56 عضوًا في يوليو 1937. تشكلت أول هيئة تشريعية لولاية مدراس بموجب دستور الهند في 1 مارس 1952 عقب الانتخابات العامة لعام 1952. بلغ عدد المقاعد 206 مقعد بعد إعادة التنظيم في عام 1956 والتي زادت إلى 234 في عام 1962. انتقلت الولاية إلى في عام 1986 نظام هيئة تشريعية أحادية المجلس بإلغاء المجلس التشريعي بموجب قانون إلغاء المجلس التشريعي لتملنادة لعام 1986. تقع الجمعية التشريعية لتملنادة في فورت سانت جورج بجناي. يمثل الولاية 39 عضو في لوك سابها و18 عضوًا في راجيا سابها بالبرلمان الهندي.

### القانون والنظام

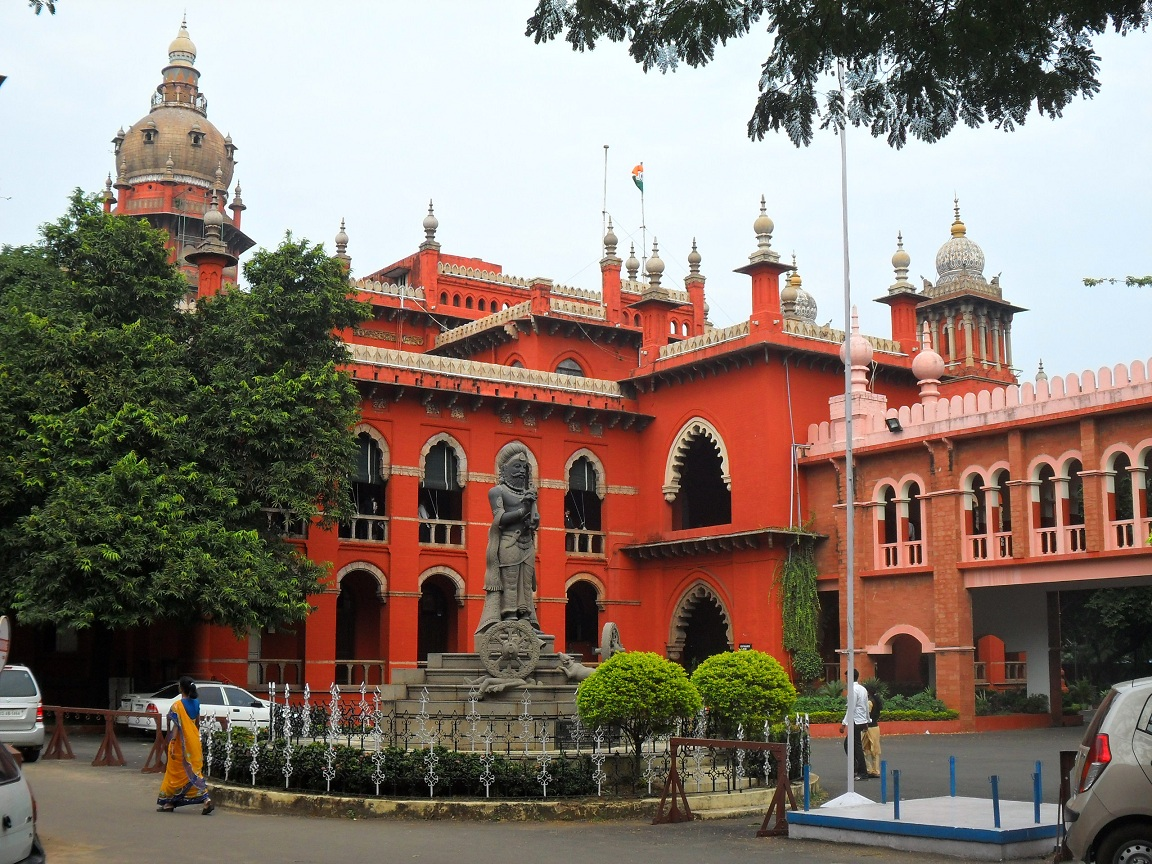
محكمة مدراس العليا، أعلى سلطة قضائية

تأسست محكمة مدراس العليا في 26 يونيو 1862 وتُعد الهيئة القضائية العليا في الولاية وتشرف على جميع المحاكم المدنية والجنائية بها. يترأس المحكمة رئيس قضاة ولها فرع في مادوراي منذ عام 2004. تعمل شرطة تملنادة، تأسست باسم شرطة ولاية مدراس في عام 1859، تحت إشراف وزارة الداخلية لحكومة تملنادة وتتولى مسؤولية الحفاظ على القانون والنظام في الولاية. يعمل في الشرطة أكثر من 132,000 فرد بقيادة مدير عام الشرطة في عام 2023. يشكل النساء 17.6٪ من قوة الشرطة ويُعنين خصيصًا بالتعامل مع قضايا العنف ضد المرأة من خلال 222 مركز شرطة مخصص للنساء. يوجد بالولاية 1854 مركز شرطة وهو العدد الأعلى في البلاد منها 47 مركزًا لشرطة السكك الحديدية و243 مركزًا لشرطة المرور في عام 2023. شرطة المرور، التابعة لإدارات المناطق المختلفة، هي مسؤولة عن تنظيم المرور في المناطق المعينة. تُصنف الولاية باستمرار واحدة من أكثر الولايات أمانًا للنساء بمعدل جريمة بلغ 22 لكل 100,000 نسمة في عام 2018.

### السياسة
تدير لجنة الانتخابات الهندية العملية الانتخابية في الهند والولاية وهي هيئة مستقلة تأسست عام 1950. سيطرت الأحزاب الوطنية على السياسة في تملنادة حتى الستينيات ومنذ ذلك الحين تولت الأحزاب الإقليمية الحكم. كان حزب العدالة وحزب سواراج الحزبين الرئيسيين في رئاسة مدراس السابقة. نشأت حركة احترام الذات بقيادة ثياغارويا تشيتي وبيريار راماسامي في رئاسة مدراس وأدت إلى تأسيس حزب العدالة في العشرينيات والثلاثينيات. خسر حزب العدالة الانتخابات عام 1937 أمام المؤتمر الوطني الهندي وأصبح سي. راجاغوبالاتشاري رئيسًا لوزراء رئاسة مدراس. فحوّل راماسوامي حزب العدالة إلى منظمة اجتماعية في عام 1944 وأسماه درافيدار كازاغام وانسحب من السياسة الانتخابية. هيمن المؤتمر الوطني الهندي على الساحة السياسية في تملنادة في الخمسينيات والستينيات تحت قيادة K. Kamaraj الذي قاد الحزب بعد وفاة جواهر لال نهرو ورشح لال بهادور شاستري وانديرا غاندي لمنصب رئاسة وزراء الهند. أسس سي إن أنادوراي أحد تلاميذ بيريار حزب درافيدا مونيترا كازاغام (DMK) في عام 1949.
أدت الاضطرابات المعارضة للهند في تملنادة إلى صعود الأحزاب الدرافيدية التي أسست أول حكومة للولاية في عام 1967. انشق حزب عموم الهند آنا درافيدا مونيترا كازاغام تحت قيادة إم جي راماشاندران عن حزب درافيدا مونيترا كازاغام في عام 1972. واصلت الأحزاب الدرافيدية هيمنتها على السياسة الانتخابية في تملنادة وتحالفت الأحزاب الوطنية عادةً كشركاء ثانويين مع الأحزاب الدرافيدية الكبرى آنا درافيدا مونيترا كازاغام وحزب درافيدا مونيترا كازاغام. تولى M. Karunanidhi قيادة درافيدا مونيترا كازاغام خلفًا لـأنادوراي وأصبحت جيه. جايالاليثا قائدة لـآنا درافيدا مونيترا كازاغام بعد راماشاندران. سيطر كارونانيدهي وجايالاليثا على السياسة الإقليمية من الثمانينات وحتى أوائل العقد الأول من الألفية الجديدة وشغلا منصب رئيس الوزراء لأكثر من 32 عامًا مجتمعين.
كان راجاغوبالاشاري أول حاكم عام هندي للهند بعد الاستقلال وكان من تملنادة. أنجبت الولاية ثلاثة رؤساء للهند هم سارفيبالي راذاكريشنان وآر فينكاتارامان وأبو بكر زين العابدين عبد الكلام.

## السكان
بلغ عدد سكان تملنادة 72,138,958 نسمة (وفقاً لإحصائية سنة 2011) مما يجعلها سادس أكبر ولاية من حيث السكان في الهند. من المتوقع أن يصل عدد السكان إلى 76.8 مليون بحلول عام 2023 وأن يزداد إلى 78 مليون بحلول عام 2036. تعد تملنادة واحدة من أكثر الولايات تحضرًا في البلاد فيعيش أكثر من 48.4% من السكان في المناطق الحضرية. كانت نسبة الجنس 996 أنثى لكل 1000 ذكر في تعداد 2011، وهي أعلى من المتوسط الوطني البالغ 943. وقد سُجلت نسبة الجنس عند الولادة 954 في المسح الوطني الرابع لصحة الأسرة في 2015-1 والتي انخفضت إلى 878 في المسح الوطني الخامس لصحة الأسرة في 2019-21 أي أنها ثالث أسوء مرتبة بين الولايات. كان معدل القراءة والكتابة بالولاية هو 80.1% وهو أعلى من المتوسط الوطني البالغ 73%. وقد قُدر معدل الأمية بـ 82.9% في مسح اللجنة الوطنية للإحصاء (NSC) لعام 2017. كان هناك حوالي 23.17 مليون أسرة بالولاية بها 7.42 مليون طفل دون سن السادسة في 2011. وينتمي ما مجموعه 14.4 مليون (20%) إلى الطوائف المجدولة و0.8 مليون (1.1%) إلى القبائل المجدولة.
كانت الولاية تمتلك أدنى معدل خصوبة في الهند بـ 1.6 طفل لكل امرأة وهو أقل من المستوى المطلوب للاستدامة البشرية في عام 2017. كان مؤشر التنمية البشرية (HDI) لتملنادة 0.686 في عام 2021 وهو أعلى من مؤشر الهند البالغ 0.633 ولكنه يحتل المرتبة المتوسطة. كان متوسط العمر المتوقع عند الولادة 74 عامًا وهو من بين أعلى المعدلات بين الولايات الهندية في عام 2019. يعيش 2.2% من السكان تحت خط الفقر وفقًا لمؤشر الفقر متعدد الأبعاد في عام 2023 وهو من بين أدنى المعدلات بين الولايات الهندية. تملنادة كذلك سابع أكثف ولاية في الهند سكاناً؛ حيث تبلغ فيها الكثافة السكانية حوالي 555 نسمة لكل كيلومتر مربع. حوالي 44% من سكان الولاية يعيشون في مناطق حضرية، وهو أعلى معدّل في ولايات الهند.

### الدين
| المدينة       | السكان |
| ------------- | ------ |
| الهندوسية     | 87٫6   |
| المسيحية      | 6٫1    |
| الإسلام       | 5٫86   |
| الجاينية      | 0٫1    |
| أخرى/بدون دين | 0٫3    |

تصم الولاية تنوع ديني وعرقي كبير. يتبع 87.6٪ من السكان الهندوسية يليهم المسيحيون بنسبة 6.1٪، في حين يشكل المسلمون 5.9٪ من السكان.

أغلب السكان من التمل ويوجد أقلية من تيلوغويون والمارواري والكجراتيون والبارسيون والشعب السندي وOdias وشعب كانادا والهنود الإنجليز والبنغال والبنجاب والمالايالييون. الولاية تحتضن أيضًا عددًا كبيرًا من المغتربين؛ فبلغ عدد المهاجرين 3.49 مليون شخص في عام 2011.

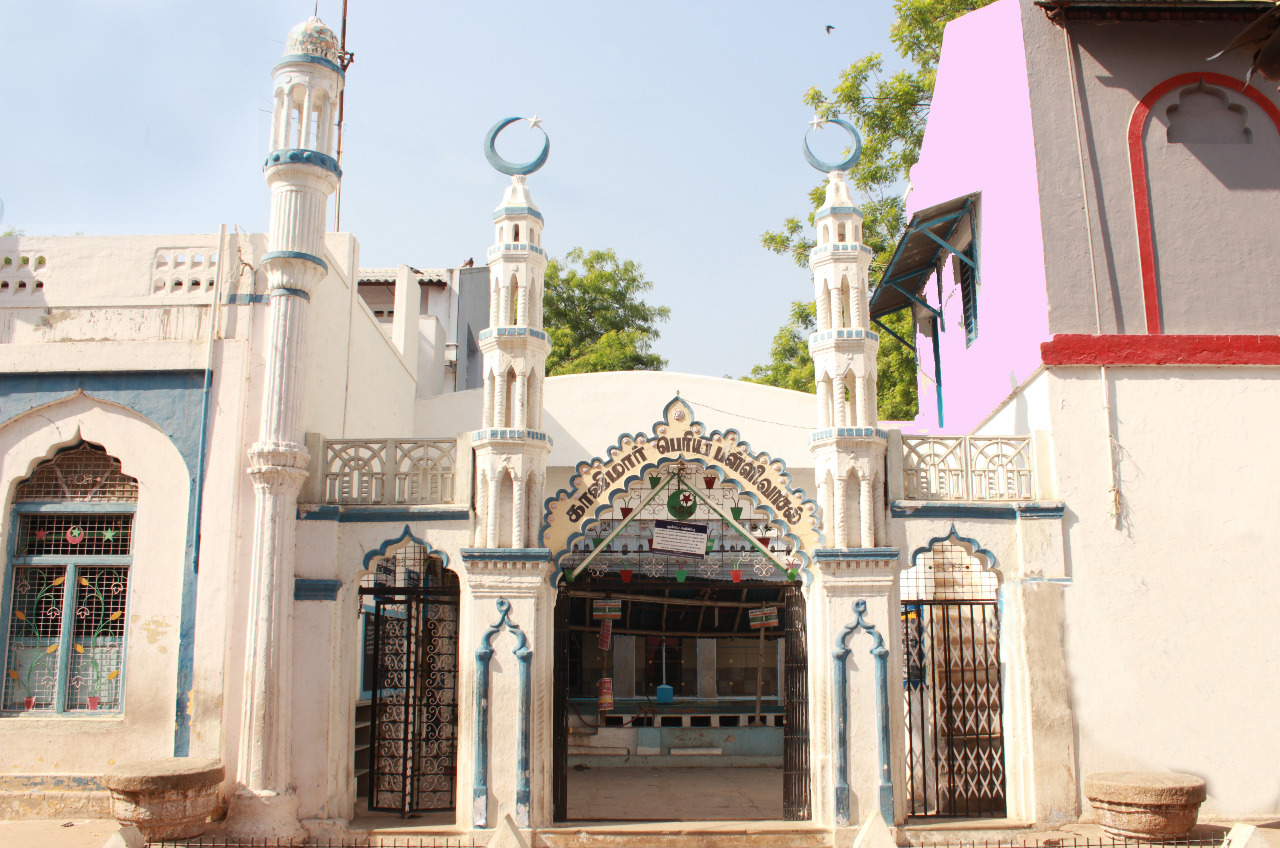
مسجد كاظمار الكبير.

يتركز وجود المسلمين في بعض المناطق كأديرامبتينم وكايلبتنم وكيلكري وبيرنمبوت وآمبور وفانيمبادي ومادوراي وناغور وميلباليم، كما يتواجد المسلمون بنسب قليلة في جناي. حوالي 97.5% من المسلمين من أتباع المذهب السني ويرجعون فقهياً إلى المذهب الشافعي أو المذهب الحنفي، والنسبة الباقية من المسلمين من الشيعة الإثني عشرية ولهم أحد أكبر المساجد في تملنادة وهو مسجد ألف نور ويحييون فيه شعائرهم الدينية والحسينية.
يعد مسجد كاظمار الكبير الذي يقع في شارع كاظمار الذي يشكّل المسلمون فيه 99.2% - بمدينة مادوراي من أقدم المساجد التي بُنيت في تملنادة حيث أُسس في القرن الثالث عشر الميلادي.

### اللغات
لغات تاميل نادو (2011)
اللغة التملية هي اللغة الرسمية الوحيدة في تملنادة وتستخدم اللغة الإنجليزية في العديد من القطاعات لكونها لغة رسمية في الهند. والتملية هي واحدة من أقدم اللغات بالعالم واعتمدت الحكومة الهندية مقاييساً وطنية، وقد كانت اللغة التملية أول اللغات التي صُنفت كلغة كلاسيكية. يتحدث 88.4٪ من سكان الولاية اللغة التملية لغة أم، يليها اللغة التيلوغوية (5.87٪) والكنّادية (1.78٪) والأردية (1.75٪) والمالايالامية (1.01٪،) ولغات أخرى (1.24٪) في تعداد 2011.
يتحدق بلهجات تملية مختلفة في مناطق مثل مدراس باشاي في شمال تملنادة وكونغو تمل في غرب تملنادة ومادوراي التمل حول مادوراي ونيلاي التمل في جنوب شرق تملنادة. تُعد هذه اللهجات جزءًا من عائلة اللغات الدرافيدية وبها العديد من خصائص اللغات الدرافيدية الأولى على أن اللغة التملية المستخدمة حاليًا في تملنادة بها الكثير من الكلمات مُعارة من لغات أخرى كالسنسكريتية والإنجليزية وكذلك الكورية واليابانية والفرنسية والماندرين الصينية والألمانية والإسبانية التي يتحدث بها المغتربون الأجانب في الولاية.

## الاقتصاد
تفوق مؤشرات اقتصاد الولاية متوسط المؤشرات الوطنية بشكل مستمر بسبب السياسات الاقتصادية التي تركز على الإصلاح والتي طُبقت في سبعينيات القرن العشرين. حتى عام 2022، بلغ الناتج المحلي لولاية تملنادة 23.65 ترليون روبية هندية (390 مليار دولار أمريكي) في عام 2022، بزيادة كبيرة من 2.19 ترليون روبية هندية (36 مليار دولار أمريكي) في عام 2004 وهو حاليًا ثاني أكبر اقتصاد بين ولايات الهند. يبلغ نصيب الفرد من الناتج الإجمالي للولاية 275583 روبية هندية (4٬600 دولار أمريكي). تعد تملنادة أكثر ولايات الهند تحضرً. وعلى أن بها أدنى نسبة من السكان تحت خط الفقر إلا أن معدل البطالة في المناطق الريفية يبلغ 47 لكل ألف وهو أعلى بكثير من المعدل الوطني البالغ 28. كان بوجد بالولاية إجمالي 38,837 وحدة وقوة عاملة تشاركية تبلغ 2.6 مليون في عام 2020.
للولاية قاعدة صناعية متنوعة بها قطاعات متعددة مثل السيارات والبرمجيات والأجهزة والمنسوجات والرعاية الصحية والخدمات المالية. ساهم قطاع الخدمات بنسبة 55٪ من إجمالي الاقتصاد في عام 2022 تليه الصناعات التحويلية بنسبة 32٪ ثم الزراعة بنسبة 13٪. يوجد في الولاية 42 منطقة اقتصادية خاصة. ووفقًا لتقرير حكومة الهند، تعتبر تملنادة الولاية الأكثر تنافسية في مجال التصدير في الهند لعام 2023 في تقرير صادر عن حكومة الهند.

### الخدمات

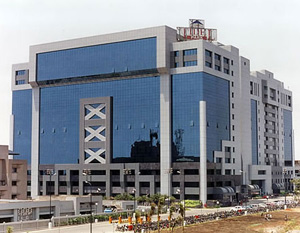
تيدل بارك أول منطقة اقتصادية خاصة لتقانة المعلومات في الولاية

تُعتبر الولاية واحدة من المصدرين الرئيسيين لتقانة المعلومات في الهند بقيمة 576.87 مليار روبية هندية (9٫6 مليار دولار أمريكي) في عام 2022. تأسست حديقة تيدل في جناي عام 2000، وهي من أولى وأكبر حدائق تقانة المعلومات في آسيا. ساهمت المناطق الاقتصادية الخاصة والسياسات الحكومية في تطور القطاع فجذب الاستثمارات الأجنبية والباحثين عن عمل من مختلف أنحاء البلاد. أصبحت جناي في عام 2020 مركزًا رئيسيًا لخدمات SaaS ولقبت ب"عاصمة SaaS في الهند".
يوجد بالولاية بورصتين هما بورصة كويمباتور المؤسسة في عام 2013 وبورصة مدراس المؤسسة في عام 2015 وهي ثالث أكبر بورصة في الهند من حيث حجم التداول. تأسس بنك مدراس أول بنك على الطراز الأوربي في الهند في 21 يونيو 1683، وتبعه تأسيس أول البنوك التجارية مثل بنك هندوستان في عام 1770 والبنك العام للهند في عام 1786. اندمج بنك مدراس مع بنكين رئاسيين آخرين ليشكل البنك الإمبراطوري الهندي في عام 1921 والذي أصبح في عام 1955 بنك الدولة الهندي أكبر بنك في الهند. يوجد بالولاية المقر الرئيسي لأكثر من 400 شركة في الصناعة المالية. تستضيف الولاية أيضًا مكتب المنطقة الجنوبية لبنك الاحتياطي الهندي ومركز تدريب المنطقة وكلية الموظفين في جناي ويوجد مكتب دائم للبنك الدولي في الولاية.

### الصناعة

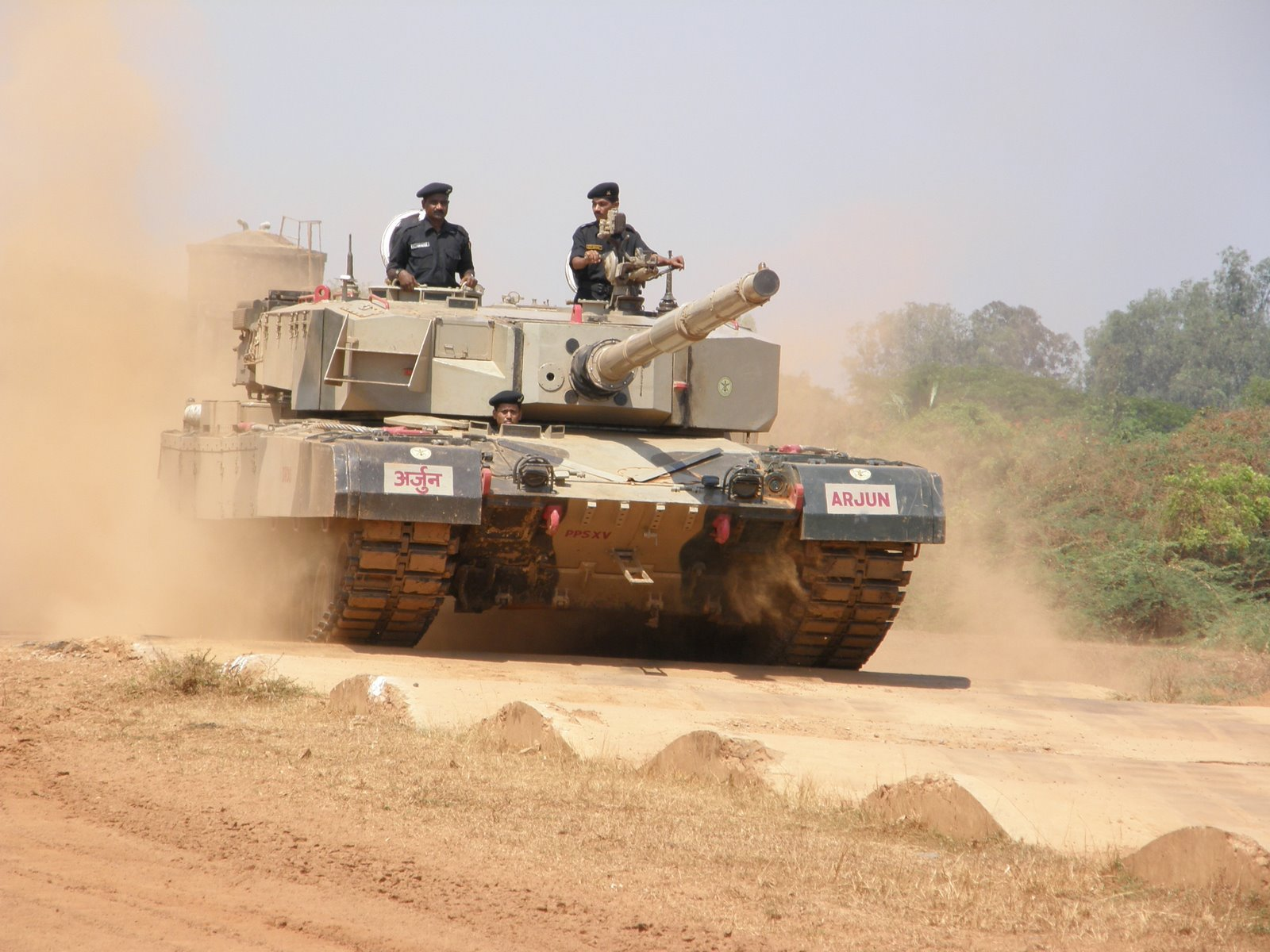
دبابة قتال أرجون مصنعة في أفاني في جناي

تخضع كل قطاعات التصنيع في الولاية لشركة تملنادة للتنمية الصناعية وهي شركة حكومية، ولكن لا تشمل سلطتها الشركات التي تملكها الحكومة المركزية. الأجهزة الإلكترونية هي صناعة تحويلية رئيسية في الولاية فبلغ إنتاجها 5.37 مليار دولار في عام 2023 وهو الأعلى بين الولايات الهندية. تمتلك العديد من شركات السيارات مصانع في الولاية وتشكل قطع السيارات المصنوعة في جناي أكثر من 35٪ من إجمالي مكونات السيارات المنتجة في الهند. يصنع مصنع Integral Coach Factory في جناي عربات السكك الحديدية للسكك الحديدية الهندية.
تعد صناعة المنسوجات من الصناعات الرئيسية في اقتصاد الولاية، ففي الولاية أكثر من نصف مصانع نسيج الألياف الهندية. تشتهر كويمباتور بإنتاج القطن وصناعات النسيج. صدرت تيروبور ملابس بقيمة 480 مليار دولار أمريكي أي حوالي 54٪ من إجمالي صادرات المنسوجات الهندية في عام 2022، وتُعرف المدينة بعاصمة التريكو لتخصصها في تصدير ملابس التريكو القطنية. شكلت صناعة النسيج بالولاية 17٪ من إجمالي رأس المال المستثمر في عام 2015. تشتهر الولاية بتصنيع الجلود فصنعت منها في عام 2021 ما قيمته 92.52 مليار روبية هندية (1٫5 مليار دولار أمريكي) أي 40٪ من السلع الجلدية في الهند. تسد الولاية ثلثي احتياجات الهند من المحركات والمضخات وهي من أكبر مصدري المطاحن الرطبة، وتشتهر بـ"مطحنة كويمباتور الرطبة" وهي مؤشر جغرافي معترف به.
توجد مصانع للذخائر في أروفانكادو وتيروتشيرابالي. تُصنع شركة أفاني في جناي مركبات نيجام المدرعة ودبابات القتال الرئيسية ومحركات الدبابات والملابس المدرعة للقوات المسلحة الهندية. تدير المنظمة الهندية لأبحاث الفضاء منشأة في ماهندراغيري.

### الزراعة

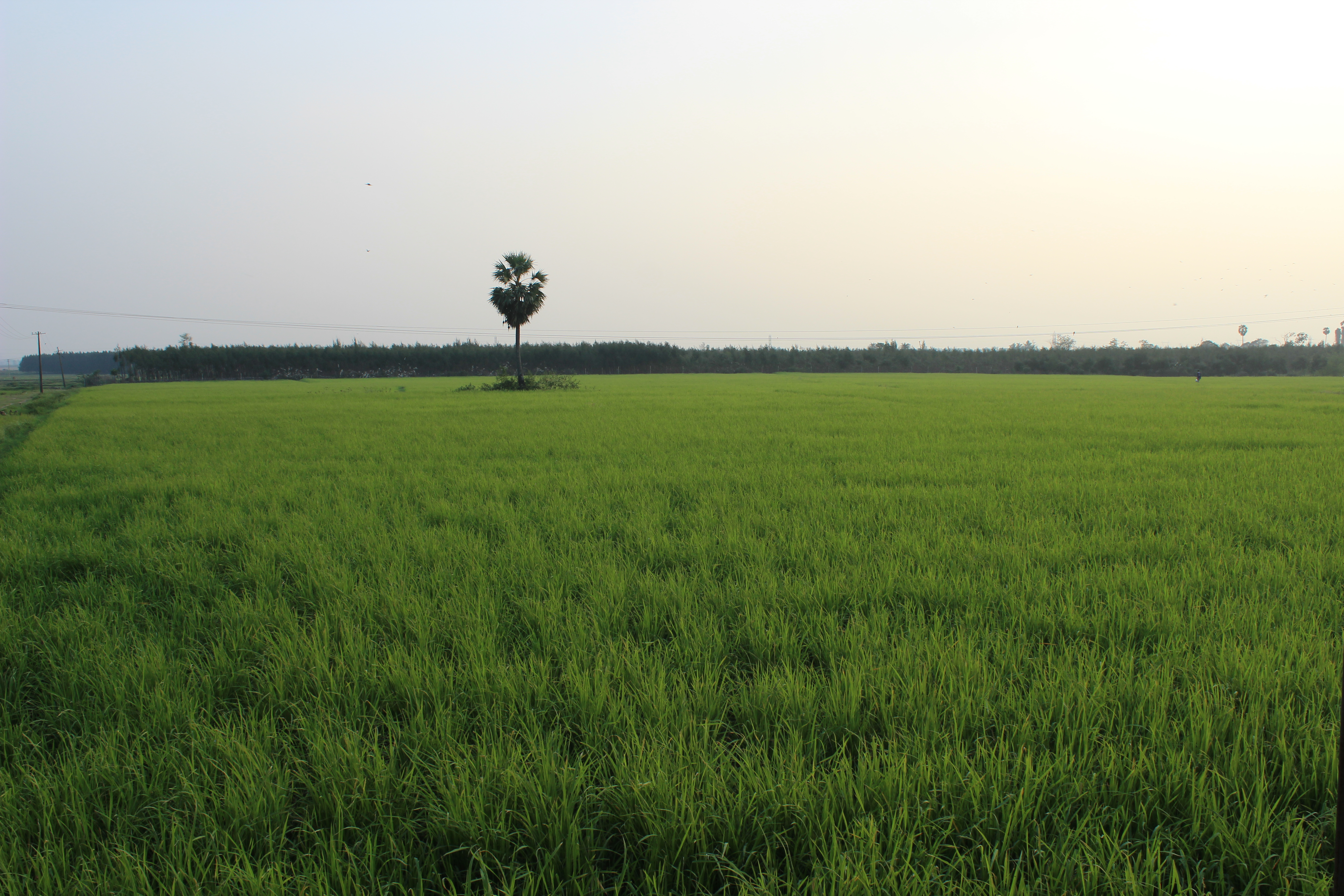
الأرز الغذاء الأساسي والمحصول الرئيس بالولاية

تساهم الزراعة بنسبة 13% في اقتصاد الولاية وهي مصدر رئيسي للتوظيف في الريف. بلغت المساحة المزروعة في الولاية 6.34 مليون هكتار اعتبارًا من 2022. يُعتبر الأرز الغذاء الأساسي والمحصول الرئيس بالولاية وهي من أكبر منتجيه في الهند بإنتاج بلغ 7.9 مليون طن في عام 2021-22. تُلقب منطقة دلتا كافيري بـوعاء أرز تملنادة. يُعد قصب السكر المحصول النقدي الأساسي بإنتاج سنوي يصل إلى 16.1 مليون طن في عام 2021-22. الولاية مركز لإنتاج التوابل وهي الأكبر في إنتاج البذور الزيتية والتبيوكة والقرنفل والزهور في الهند. تُسهم الولاية بنسبة 6.5% من إنتاج الفاكهة و4.2% من إنتاج الخضروات في الهند. الولاية رائدة في إنتاج الموز والمانجو تُشكل مساحة الأراضي المزروعة بها أكثر من 78% من المساحة المزروعة بالفاكهة. كانت الولاية ثاني أكبر منتج للمطاط الطبيعي وجوز الهند في الهند في عام 2019. الشاي أيضًا محصول شائع في التلال وتنتج الولاية شاي نيلغري ذو النكهة الفريدة.
تُعتبر الولاية أكبر منتج للدواجن والبيض في الهند بإنتاج يصل إلى 20.8 مليار وحدة أي أكثر من 16% من الإنتاج الوطني اعتبارًا من 2022. يبلغ عدد الصيادين في الولاية 1.05 مليون يصطادون من 3 موانئ صيد رئيسية و3 موانئ صيد متوسطة و363 مركز أخر. وصل كمية منتجات الصيد إلى 0.8 مليون طن أي 5% من إجمالي إنتاج الأسماك في الهند. يشمل هذا العدد الاستزراع المائي للجمبري والأعشاب البحرية وبلح البحر والمحار الملزمي والمحار بمساحة مزراع سكمية تزيد عن 6000 هكتار. يذكر أن مانكومبو سامباسيفان سواميناثان "والد الثورة الخضراء الهندية" من تملنادة.

## البنية التحتية

### المياه

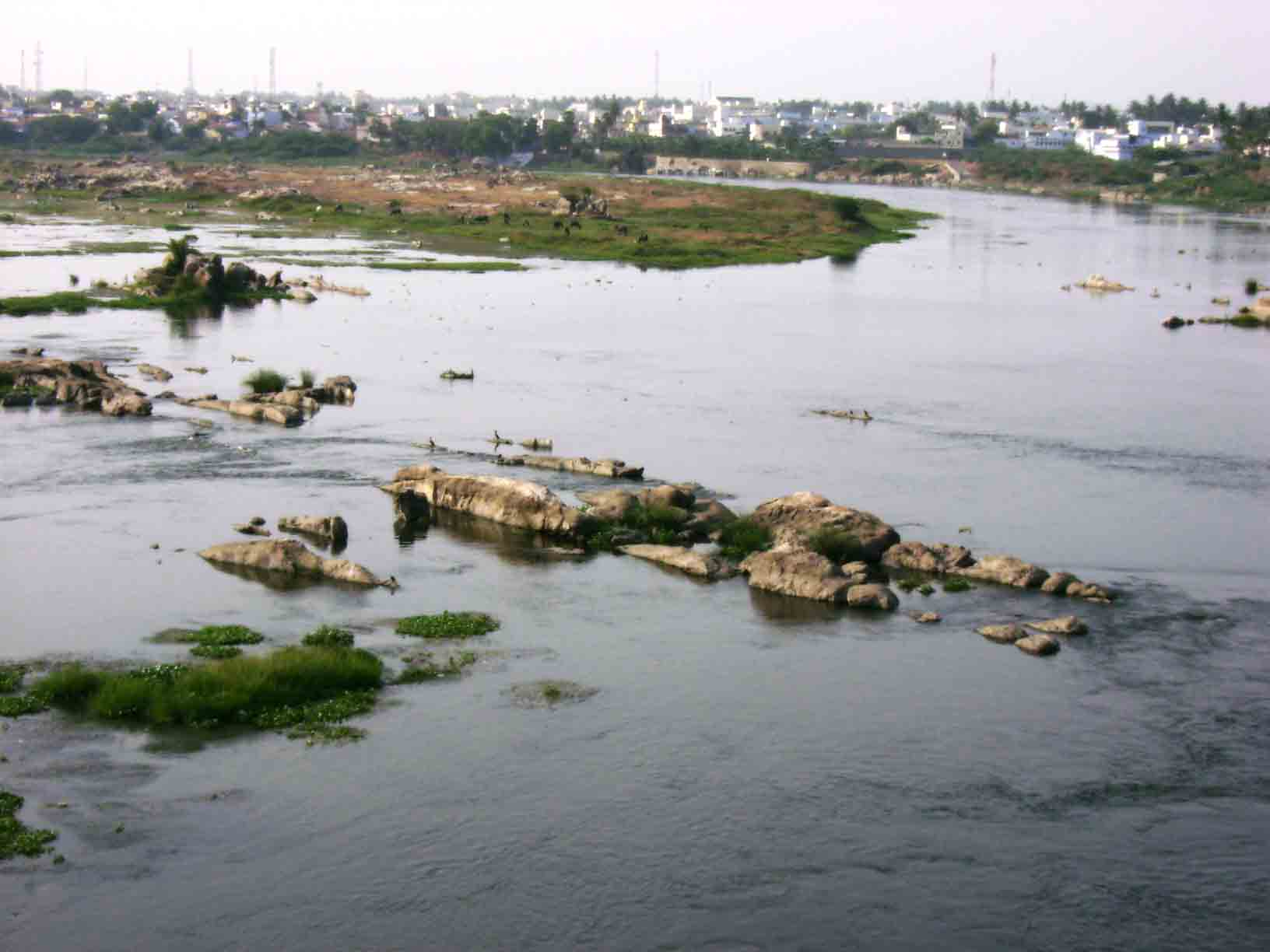
نهر كافيري أحد مصادر المياه الرئيسية في الولاية

تبلغ مساحة تملنادة حوالي 4٪ من مساحة الهند و6٪ من سكانها لكنها تمتلك فقط 3٪ من موارد المياه الوطنية. يصل نصيب الفرد من المياه إلى 800 م3 (28,000 قدم3)، وهو أقل من المتوسط الوطني البالغ 2,300 م3 (81,000 قدم3). تعتمد الولاية على الأمطار الموسمية لتجديد مواردها المائية، يوجد في الولاية 17 حوضًا نهريًا رئيسيًا فيه 61 خزان وحوالي 41,948 خزان صغير بإجمالي قدرات مياه سطحية بالغة 24,864 مليون متر مكعب 90٪ منها مخصصة للزراعة. وتبلغ القدرة على إعادة تغذية المياه الجوفية 22,423 مليون متر مكعب. الأنهار الرئيسية في الولاية كافيري وبهافاني وفايغاي وثاميرابراني، تنبع أغلب أنهار الولاية من الولايات الأخرى مما يسبب أحيانًا نزاعات على المياه. تحتوي الولاية على 116 سد كبير، وتخزن مياه الأمطار في أكثر من 41,000 خزان و1.68 مليون بئر في جميع أنحاء الولاية.
تدير الهيئات الإدارية المحلية مثل مجلس جناي للمياه والصرف الصحي إمدادات المياه ومعالجة مياه الصرف الصحي. توفر محطات تحلية المياه، منها أكبر محطة في البلاد في منجور، مصادر بديلة لمياه الشرب. يحصل 83.4٪ فقط من الأسر على مياه شرب آمنة، وهو أقل من المعدل الوطني البالغ 85.5٪ في عام 2011. وتواجه مصادر المياه تهديدات بالتلوث البيئي وتصريف النفايات السائلة من الصناعة.

### الصحة والصرف الصحي

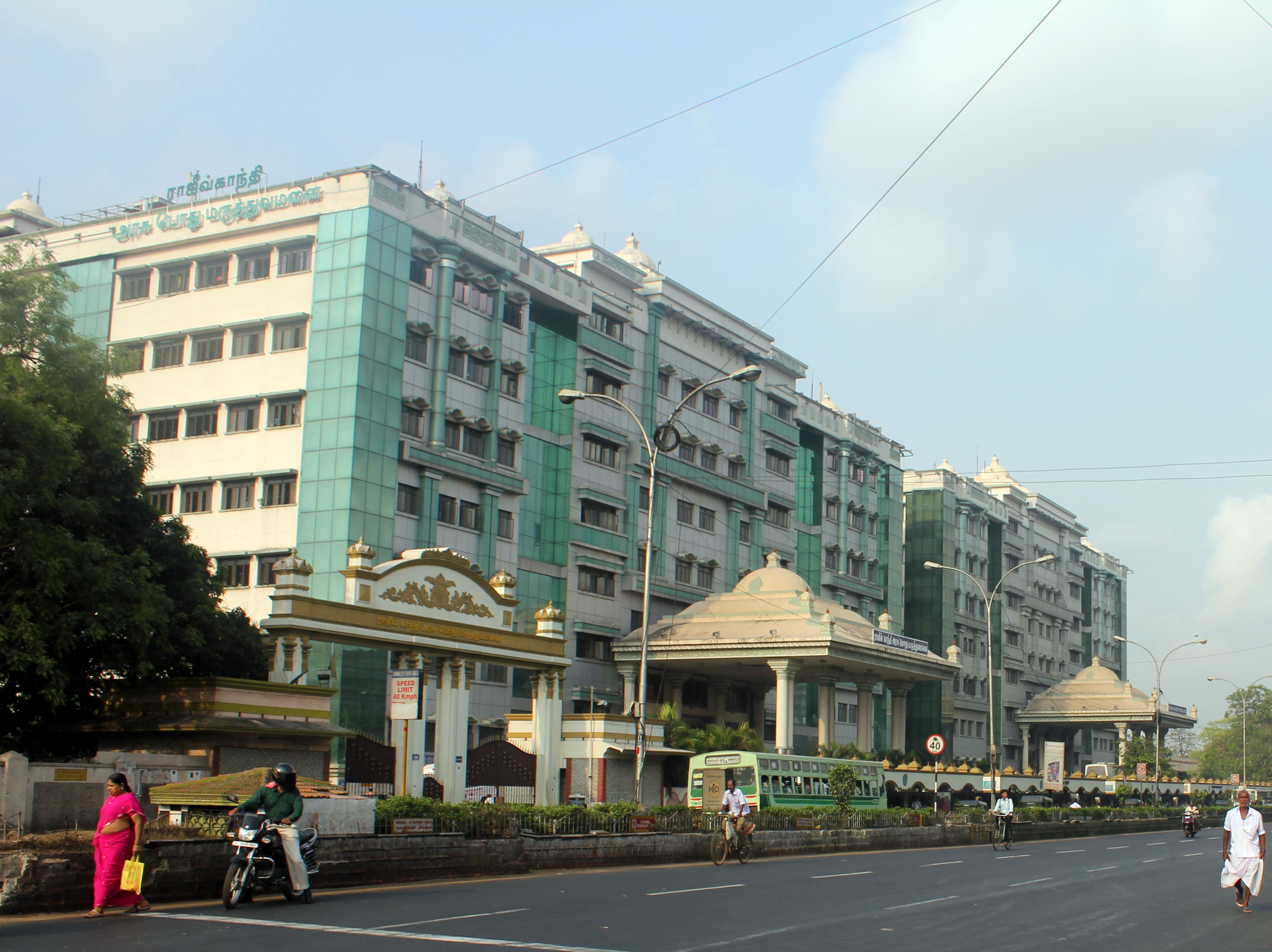
تأسس المستشفى العام في جناي في 16 نوفمبر 1664 وكان أول مستشفى رئيسي في الهند

الولاية من الولايات الرائدة في مجال مرافق الصرف الصحي إذ يتمتع أكثر من 99.96٪ من السكان بإمكانية الوصول إلى المراحيض. تمتلك الولاية بنية تحتية صحية متقدمة وتتصدر الترتيب في معايير الصحة المختلفة مثل متوسط العمر المتوقع الذي يبلغ 74 عامًا (المرتبة السادسة) ونسبة التسليم المؤسسي البالغة 98.4٪ (المرتبة الثانية). حققت تملنادة، قبل الموعد المحدد في عام 2015، الأهداف الثلاثة ذات الصلة بالديموغرافيا للأهداف الإنمائية للألفية التي وضعتها الأمم المتحدة والمتعلقة بتحسين صحة الأم وخفض وفيات الرضع والأطفال بحلول عام 2009.
كانت الولاية تحتوي على 404 مستشفيات عامة و1776 مستوصفًا عامًا و11030 مركزًا صحيًا و481 وحدة متنقلة تديرها الحكومة اعتبارًا من 2023، بسعة إجمالية تزيد عن 94700 سرير. تأسس المستشفى العام في جناي في 16 نوفمبر 1664 ويعتبر أول مستشفى رئيسي في الهند. تقدم حكومة الولاية لقاح شلل الأطفال مجانًا للفئات العمرية المستهدفة. تعتبر تملنادة مركزًا رئيسيًا للسياحة الطبية وتُعرف جناي بأنها "عاصمة الصحة في الهند". تشكل السياحة العلاجية جزءًا كبيرًا من الاقتصاد فيأتي أكثر من 40٪ من السياح الطبيين الذين يزورون الهند إلى تملنادة.

### الطاقة

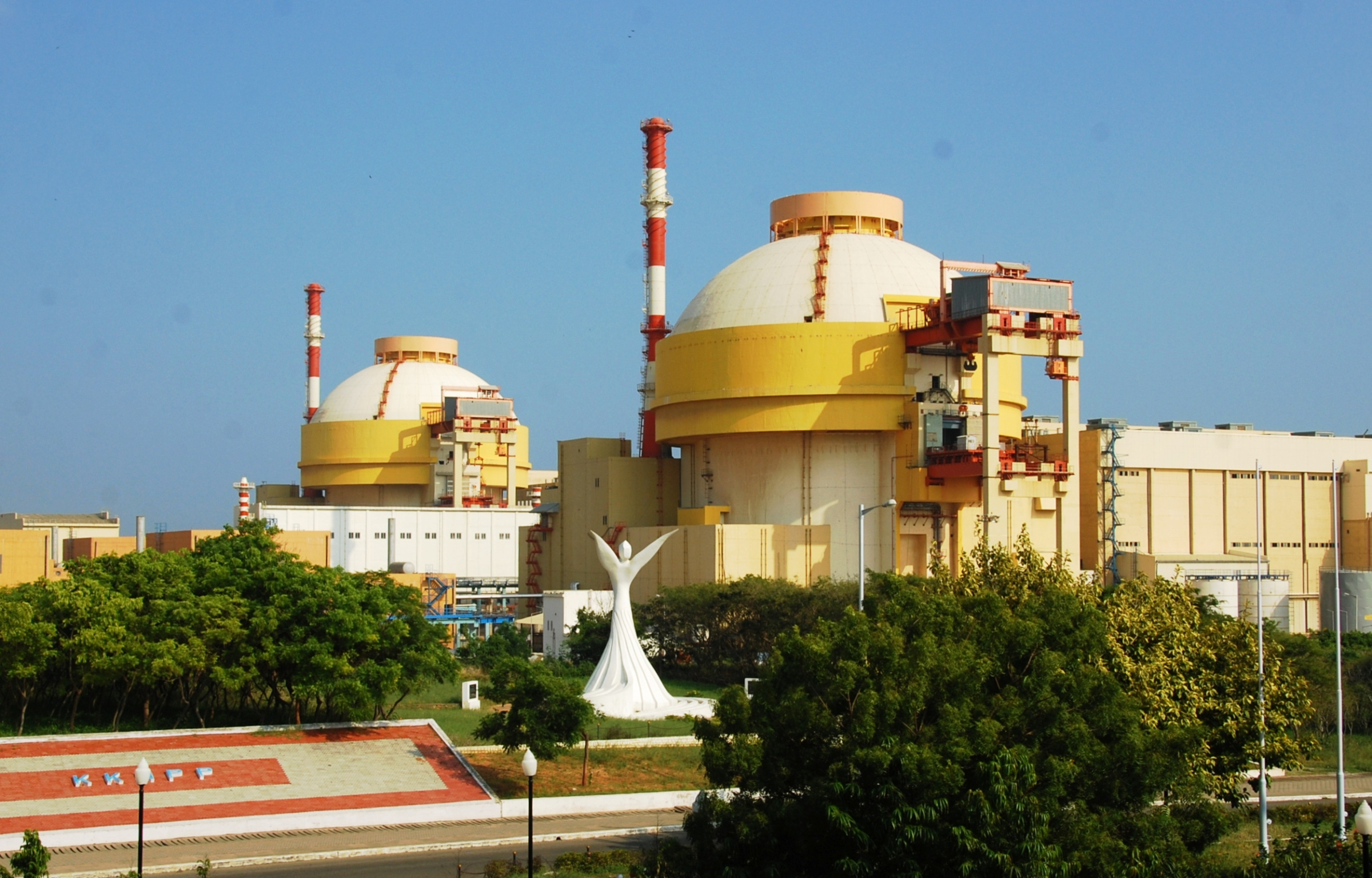
محطة كودانكولام للطاقة النووية أكبر محطة للطاقة النووية في الهند

المسؤول عن توزيع الكهرباء في الولاية هو مجلس كهرباء تملنادة الذي يقع مقره في جناي. وصل متوسط الاستهلاك اليومي إلى 15,000 ميجاوات اعتبارًا من 2023، يُولد 40٪ من الطاقة محليًا والـ60٪ المتبقية تستورد. الولاية رابع أكبر مستهلك للطاقة في الهند مع معدل استهلاك فردي يبلغ 1588.7 كيلووات ساعة في عام 2022. وفي عام 2023، امتلكت الولاية ثالث أكبر قدرة طاقة مركبة تصل إلى 38,248 ميجاوات منها 54.6٪ من الموارد المتجددة في عام 2023. تشكب الطاقة الحرارية النسبة الأكبر بأكثر من 10,000 ميجاوات. تملنادة هي الولاية الوحيدة في الهند التي تمتلك بها محطتين نوويتين عاملتان هما محطة كالباكام أول محطة نووية محلية بالكامل في الهند ومحطة كودانكولام الأكبر في البلاد وتولد حوالي ثلث الطاقة النووية الهندية. تتميز تملنادة بأكبر قدرة طاقة رياح في الهند تزيد عن 8000 ميجاوات أغلبها تأتي من منطقتي بالغات جاب وموباندال (واحدة من أكبر مزارع الرياح في العالم).

### الإعلام

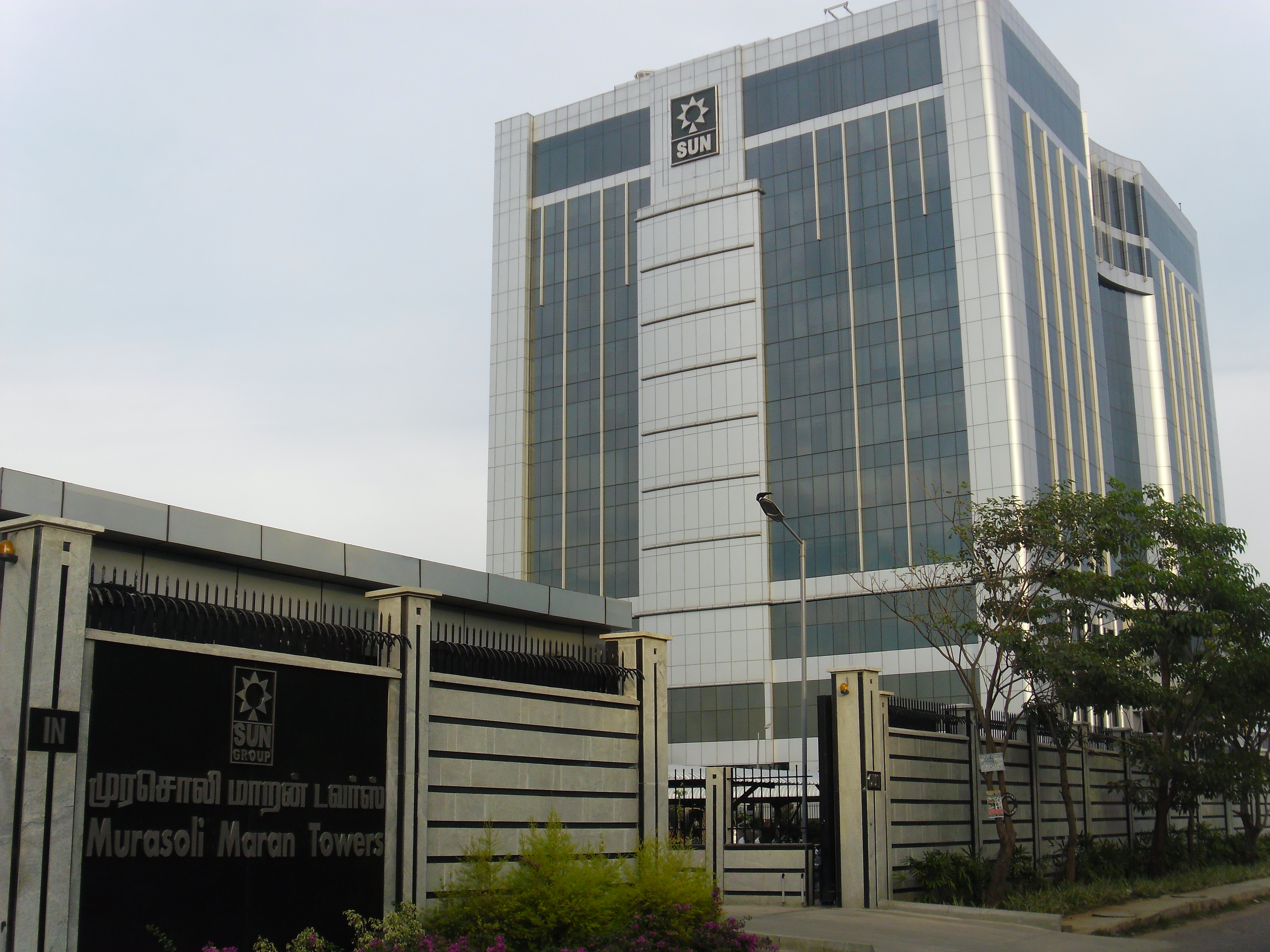
المقر الرئيسي لشبكة صن أكبر مذيع تلفزيوني خاص في الهند

بدأت الصحافة في الولاية بإصدار صحيفة The Madras Courier الأسبوعية في عام 1785، تلتها صحيفة Madras Gazette والجريدة الحكومية في عام 1795. تأسست صحيفة The Spectator في عام 1836 وهي أول صحيفة إنجليزية يملكها هندي وتحولت إلى صحيفة يومية في عام 1853. أول صحيفة باللغة التملية هي Swadesamitran التي أًصدرت في عام 1899. تنشر في الولاية العديد من الصحف والمجلات بلغات متنوعة مثل التملية والإنجليزية والتيلوغوية. من الصحف اليومية الرئيسية التي تتجاوز توزيعها الـ100,000 نسخة يوميًا: الصحيفة الهندوسية وDina Thanthi وDinakaran وتايمز أوف إينديا وDina Malar وThe Deccan Chronicle. كما توجد العديد من الدوريات والصحف المحلية الشهيرة التي تصدر في مناطق محددة وتوفر طبعات من مدن متعددة.
تدير محطة تلفزيون دوردارشان الحكومية قنوات تلفزيونية أرضية وفضائية من مركزها في جناي المُنشأ في عام 1974. أطلقت DD Podhigai وهي قناة إقليمية تملية تابعة لدوردارشان في 14 أبريل 1993. توجد أكثر من 30 شبكة تلفزيونية فضائية خاصة منها شبكة صن التي تأسست في عام 1933 وهي واحدة من أكبر شركات البث في الهند. تدير حكومة الولاية خدمة تلفزيون بالكابل بالكامل وتتوفر خدمات تلفاز فضائي وتلفزة وفق بروتوكول الإنترنت عبر عدة مشغلين خاصين. بدأ البث الإذاعي في عام 1924 عن طريق نادي راديو رئاسة مدراس وتأسست إذاعة عموم الهند في عام 1938. يوجد العديد من محطات الراديو التي تديرها إذاعة كل الهند وHello FM وSuryan FM وراديو ميرتشي وRadio City وBIG FM وغيرها. قامت حكومة تملنادة بتوزيع تلفزيونات مجانية على جميع العائلات في عام 2006 مما أدى إلى انتشار واسع لخدمات التلفزيون. أصبحت خدمات التلفاز الفضائي أكثر شيوعًا من خدمات تلفزيون الكابل منذ أوائل عام 2010. وتعتبر المسلسلات التلفزيونية التملية مصدرًا رئيسيًا للترفيه في أوقات الذروة.

### الإنترنت
تملنادة هي إحدى الولايات الهندية الأربع المتصلة بكابلات الألياف الضوئية تحت البحر. تعمل أربع شركات لخدمات الهاتف المحمول في الولاية هي بهارتي إيرتيل وبهارات سانشار نيجام المحدودة وVodafone Idea وReliance Jio تقدم هذه الشركات خدمات الجيل الرابع والخامس. كما يقدم خمسة مشغلين رئيسيين بالإضافة إلى مشغلين محليين أصغر خدمات الخطوط الأرضية والإنترنت النطاق العريض. تعتبر تملنادة من الولايات ذات الاستخدام العالي للإنترنت. أعلنت حكومة الولاية عن خطة لتركيب 55000 كيلومتر من الألياف الضوئية عبر الولاية لتوفير إنترنت فائق السرعة في عام 2018.

### آخر
تدير إدارة الإطفاء والإنقاذ في تملنادة خدمات الإطفاء بها وتشغل تلك الإدارة 356 محطة إطفاء نشطة. أما الخدمات البريدية فيدره البريد الهندي الذي يشغل أكثر من 11,800 مكتب بريد في الولاية، وقد أُسس أول مكتب بريد في فورت سانت جورج في 1 يونيو 1786.

## الثقافة

### الملابس

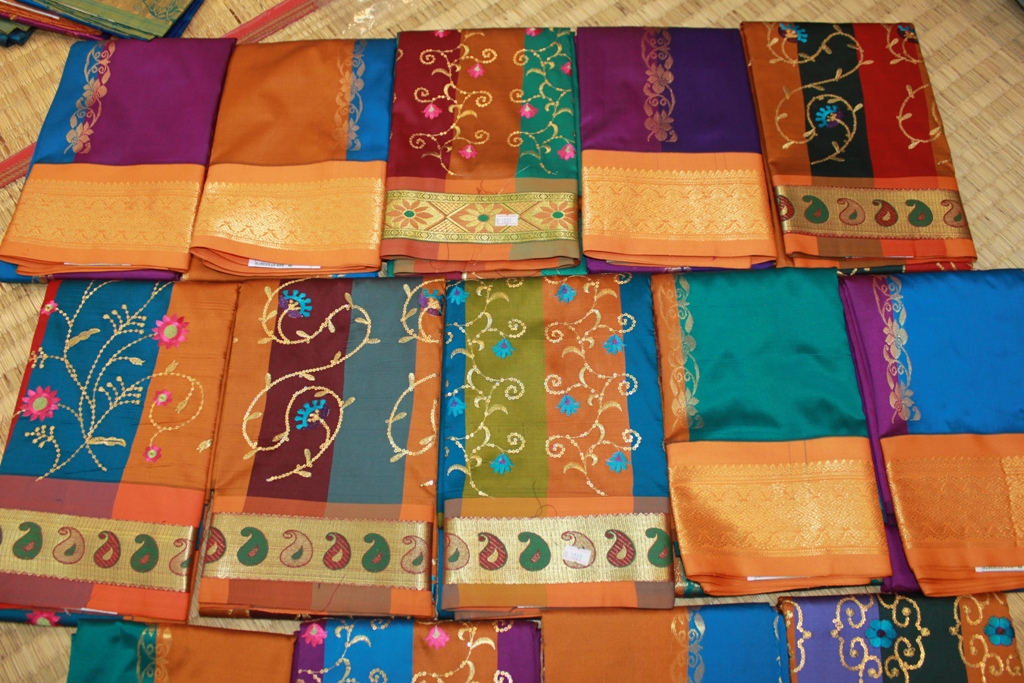
ساري حرير من كانتشيبورام ترتديه النساء في المناسبات الخاصة

ترتدي النساء التمليات الساري وهو زي يتألف من قطعة قماش طولها بين 5 إلى 9 يارد (4.6 إلى 8.2 م) وعرضها من 2 إلى 4 قدم (0.61 إلى 1.22 م) تُلف عادةً حول الخصر ويدلى الطرف الآخر منها على الكتف ولا يغطي البطن لأن الفلسفة الهندية تُعتبر السرة مركز الحياة. يُصوّر الشعر التملي القديم مثل "Cilappadhikaram" لبس النساء للساري. ترتدي النساء الساري الحريري الملون في المناسبات الخاصة كالزواج. يرتدي رجال الأرياف الدوطي وهو قطعة مستطيلة من القماش الأبيض غير المخيط بطول 4.5 متر (15 قدمًا)، يُلف عادةً حول الخصر والساقين ويُربط عند الخصر. يلبس رجال الأرياف أيضا اللونغي الملون بنقوش الباتيك التقليدية. تشيع الملابس الغربية في المناطق الحضرية. يرتدي أغلب نساء جنوب الهند ساري حرير كانتشيبورام المصنوع في منطقة كانتشيبورام بتملنادة في المناسبات الخاصة والزفاف وقد اعترفت به حكومة الهند كمؤشر جغرافي في عامي 2005-2006. كوفاي كورا هو نوع من ساري القطن المصنوع في كويمباتور.

### المطبخ

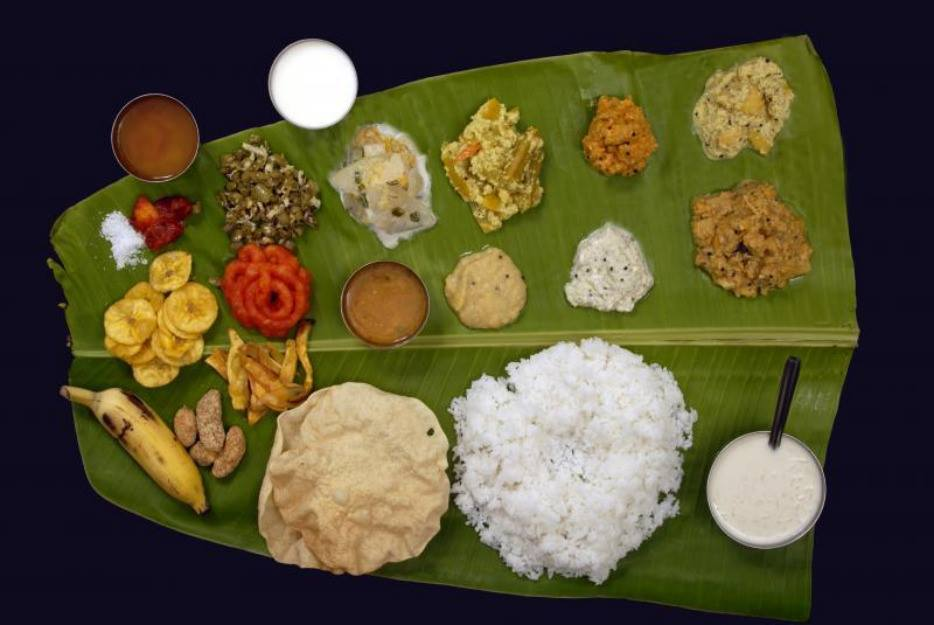
طبق تقليدي مقدم على أوراق الموز

الأرز هو العنصر الرئيسي في النظام الغذائي للتمل ويُقدم غالبًا مع السامبار والرسام والبوريال. يُستخدم جوز الهند والتوابل بكثرة في المطبخ التملي، تشتهر الولاية بمأكولاتها الغنية التي تتنوع أطباقًا تقليدية نباتية وغير نباتية مصنوعة من الأرز والبقول والعدس وتتميز برائحتها ونكهتها الفريدة الناتجة عن مزج التوابل والنكهات. الطريقة التقليدية في تقديم الطعام في الثقافة المطبخية التمليّة هو تقديمها على ورق موز بدلاً من الصحون والأواني، والتقليد التملي في الأكل كذلك هو الأكل باليد اليُمنى. تُستخدم أوراق الموز بعد ذلك علف للماشية أو تُترك لتتحلل بساطة، يزعم أن الأكل على أوراق الموز تقليدًا عريقًا يُضفي نكهة مميزة على الطعام ويُعتبر صحيًا. من أطباق الإفطار الشهيرة الإدلي والدوسا والأوثابام والبونغال والبانيارام، أما الأطعمة الفريدة فأبرزها البالاني بانشاميرثام وأوتي فاركي وكوفيلباتي كادالاي ميتاي وماناباراي موروكو وجبنة خوا.

### الأدب
تتميز تملنادة بأدب غني يعود إلى أكثر من 2500 عام يبدأ من عصر سانغام. بدأ الأدب التملي بثلاث مجموعات شعرية متتالية تُعرف بالتمل سانجام والتي يُقال أن أحداث أقدمها حدثت في قارة مفقودة في أقصى جنوب الهند. يلي ذلك أقدم أطروحة نحوية Tolkappiyam وملاحم Cilappatikaram وManimekalai. أقدم النقوش التملية الموجودة حاليا تعود إلى حوالي القرن الثالث قبل الميلاد. تتألف قواعد اللغة التملية تتألف من خمسة أجزاء: eḻuttu وsol وporuḷ وyāppu وaṇi. من أشهر الأدبيات التملية كتاب تيروكورال للأخلاق الذي ألفه ثيروفالوفار.
برز أدب الفيشنوية والشيفية عقب الحركة البهاكتية في القرن السادس الميلادي. شهد الأدب التملي ازدهارًا مجددًا في السنوات التالية بأعمال بارزة مثل رامافاتارام التي ألفها كامبان في القرن الثاني عشر. عاد الأدب التملي ليزدهر في القرن الرابع عشر مع أدب تيروفاكال لأروناجيريناثار بعد فترة الغزوات وعدم الاستقرار. نشر البرتغاليون كتابًا تملي بخط التمل القديم يُدعى تامبيران فاناكام في عام 1578 لذا فكانت التملية أول لغة هندية تُطبع وتُنشر. يعد معجم التمل الذي نشرته جامعة مدراس أول القواميس المنشورة بأي لغة هندية. ظهر عصر النهضة التملي مع كتابات وقصائد لمؤلفين مثل ميناكشي سوندارام بيلاي ويو في سواميناثا آير ورامالينجا سواميغال ومارايمالاي أديغال وبهاراتيداسان في القرن التاسع عشر. سعى العديد من الشعراء والكتاب التمل مع حركة الاستقلال الهندية لإثارة الروح الوطنية والعدالة الاجتماعية والأفكار العلمانية وخاصة سوبرامانيا بهاراتي وبهاراتيداسان.

### العمارة

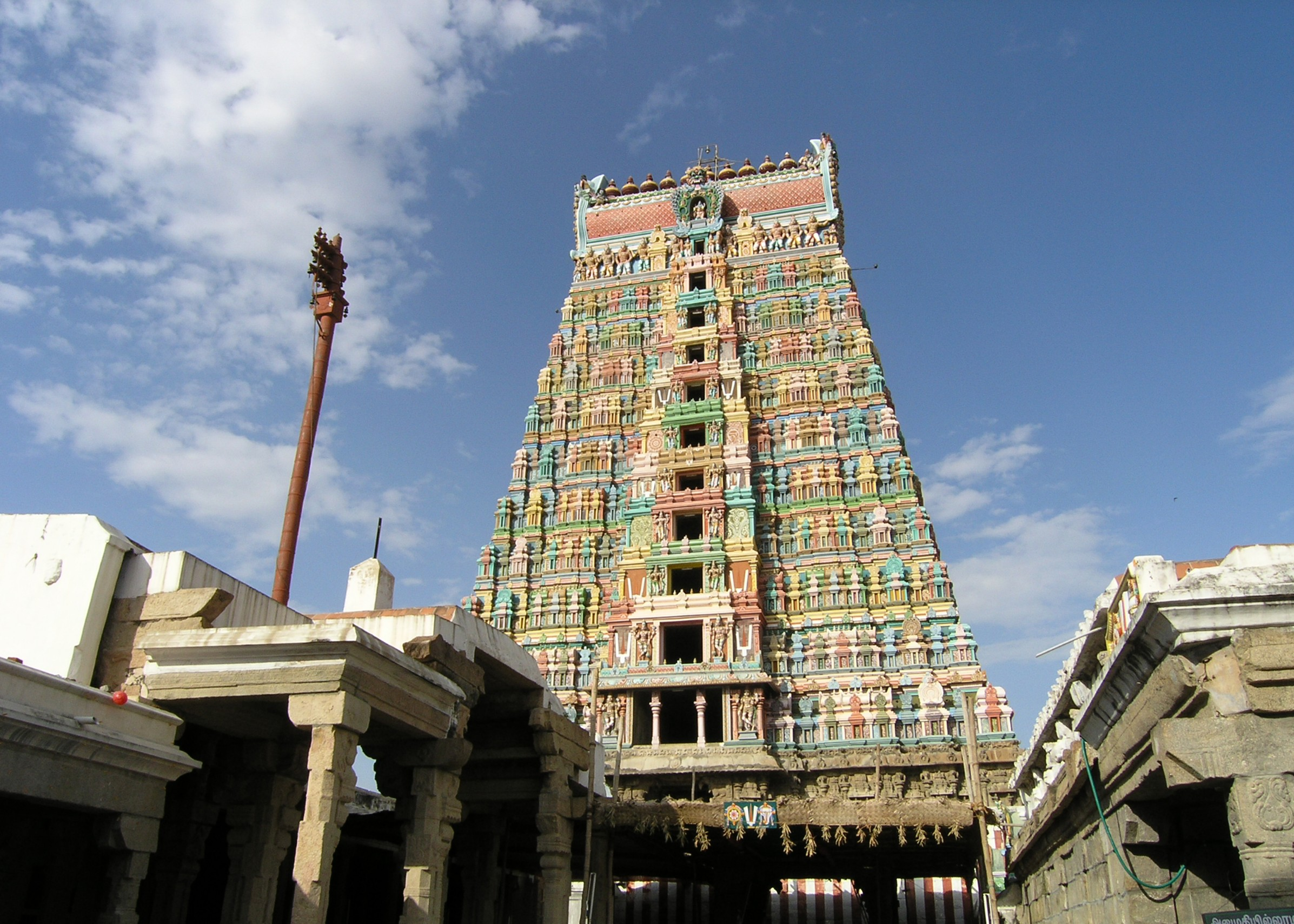
برج gopuram السمة المميزة للعمارة الدرفية

تتبع المعابد الصخرية العمارة الدرفيدية في تملنادة. تتألف معابد تلك العمارة من شرفات تقع قبل الباب الذي يؤدي إلى المعبد ويقع على زواية المعبد الأربع أبراج البوابة (gopurams)، هذه الخصائص هي العناصر الأساسية لهذه المعابد. يحتوي معبد جنوب الهند عادةً على بركة تسمى كالياني أو بوشكارني. يعود أصل gopuram إلى سلالة بالافا الذين بنوا مجموعة من المعالم الأثرية في ماهاباليبورام وكانتشيبورام. زاد استخدام هذه الأبراج في عهد تشولا لاحقًا ثم عهد سلالة بانديا في القرن الثاني عشر ووقتها أصبحت هذه البوابات سمة ظاهرة في معابد المنطقة. يوجد على شعار الولاية شعار عاصمة الأسد أشوكا وgopuram في الخلفية. يبنى أيضا Vimanam في الساحة الداخلية للمعبد وهو هيكل مماثل لgopurams لكن أصغر، باستثناءات قليلة مثل معبد بريهاديسفارا في ثنجفور.
أسهم التأثير المغولي في العصور الوسطى والتأثير البريطاني اللاحق في خلق مزيج من أساليب العمارة الهندوسية والإسلامية والقوطية نتج عنه الطابع المميز للعمارة الهندية الإسلامية. استخدمت العديد من المباني والمؤسسات هذا الأسلوب المعمارية في العهد البريطاني. ظهرت حركة الفن الزخرفي في النسيج العمراني في بدايات القرن العشرين. شهدت العمارة التملية تطورًا نحو الحداثة بعد الاستقلال بالتحول من استخدام الجير والطوب إلى الأعمدة الخرسانية.

### الفنون

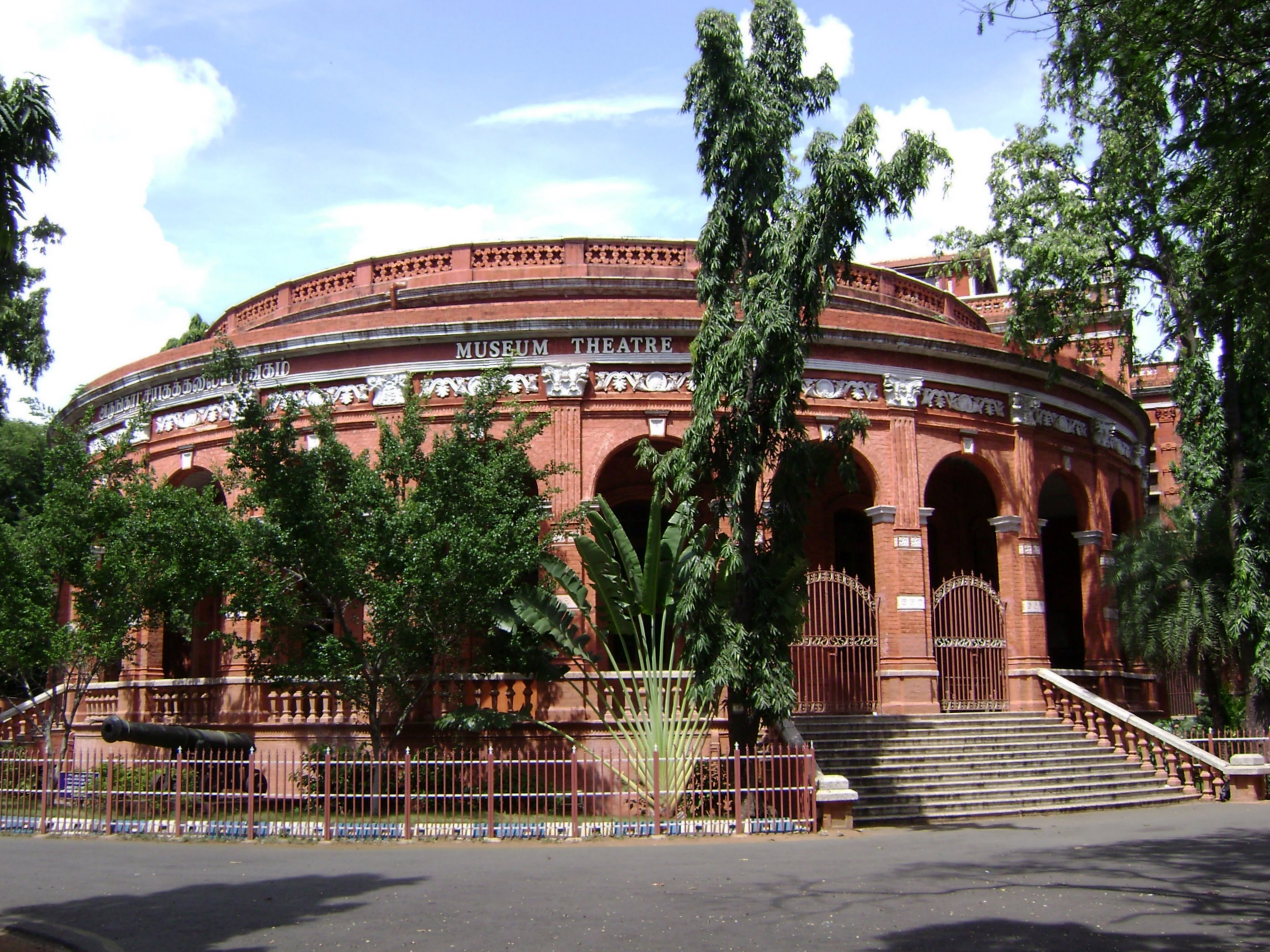
المتحف الحكومي في جناي ثاني أقدم متحف في الهند

تعد تملنادة مركزًا رئيسيًا للموسيقى والفنون والرقص في الهند، وتُعرف جناي بأنها العاصمة الثقافية لجنوب الهند. كانت الفنون في عصر سانغام تنقسم إلى الشعر (إيال) والموسيقى (إيساي) والدراما (ناداكام). يعد رقص بهاراتاتيام الكلاسيكي الذي نشأ في تملنادة من أقدم الرقصات في الهند. ومن الرقصات الشعبية الإقليمية الأخرى كاراكاتام وكافادي وكودياتام وأويلاتام وباراياتام وبورافايتام. تُظهر الرقصات والأزياء والنحت في تملنادة الجسد والأمومة. كوثو هو فن شعبي قديم يُقدم فيه الفنانون قصصًا من الملاحم مع الرقص والموسيقى.
كان للتمل القديم نظام موسيقي خاص به يُعرف بتمل بانيساي وقد وُصف في أدب سانجام مثل سيلاباتيكارام. يُعد رسم بالافا العائد للقرن السابع الميلادي واحدًا من أقدم الأمثلة المتبقية على الموسيقى الهندية المكتوبة. هناك العديد من الآلات التقليدية من المنطقة تعود لعصر سانغام مثل الباراي والثاراي والياز والموراسو. يعتبر الناداسوارام، وهي آلة نفخ من القصب، التي تستخدم غالبًا مع الثافيل، وهو نوع من الطبول، الآلات الرئيسية في المعابد والأعراس. تعزف الميلام هي مجموعة من المادالامس وآلات إيقاعية أخرى من تملكام القديمة في المناسبات. تعرف الموسيقى التقليدية لتملنادة بالموسيقى الكرناتكية وتشمل الموسيقى الإيقاعية التي يلحنها أمثال موتوسوامي ديكشيتار. يغني الطبقة العاملة بشمال جناي الغانا وهو مزيج من الموسيقى الشعبية المختلفة.
تضم الولاية العديد من المتاحف والمعارض والمؤسسات التي تعنى بأبحاث الفنون وتعتبر من أهم المقاصد السياحية. تأسس متحف الحكومة ومعرض الفنون الوطني في أوائل القرن الثامن عشر وهما من أقدم المتاحف في البلاد. يحتوي المتحف الواقع في مبنى فورت سانت جورج على مقتنيات من العصر البريطاني. تدير هيئة المسح الأثري للهند المتحف وفيه أول علم للهند رفع في فورت سانت جورج بعد إعلان الاستقلال في 15 أغسطس 1947.

### الاحتفالات

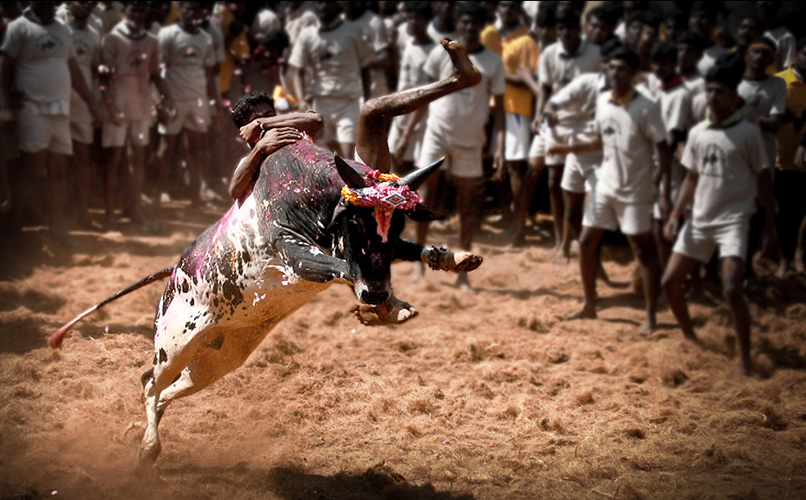
شاب يُحكم السيطرة على ثور أثناء ممارسة الجَلّيكاتو في مادوراي.

تاي بنكال هو أحد أشهر الاحتفالات التي تُقام في تملنادة لمدة أربع أيام في اليوم الأخير الذي يسبق شهر تاي (أحد شهور التقويم التملي) والأيام الثلاثة الأولى منه، ويُعنى هذا الاحتفال بإظهار الفرح بالمحصود الزراعي. ودائماً ما تُستعمل هذه الجملة كشعار لتاي بنكال وهي: تاي برندل فجي بيركُّم وتعني بداية شهر تاي سوف تمهد الطريق لفرص جديدة. أول أيام الاحتفال يُدعى بهوكي بنكال ويحتفل فيه التمليون برمي ملابسهم القديمة بعيداً أو التخلص منها مع أغراضهم القديمة عبر إشعالها في نار ليشيروا إلى انتهاء القديم (من أغراضهم) ونشوء الجديد. واليوم الثاني ويُدعى سوريا بنكال هو اليوم الأول من شهر تاي (يكون في الرابع عشر أو الخامس عشر من يناير حسب التقويم الميلادي). اليوم الثالث يُدعى ماتّو بنكال ويقدم فيه المحتفلون شكرهم للأبقار لتوفيرها الحليب واستعمالها لحرث الأراضي. جَلّيكاتو وهي مسابقة رياضية يقوم الممارسون فيها بترويض الثيران وتُنظّم هذه المسابقة في اليوم الثالث من الاحتفال. وفي اليوم الرابع والأخير والذي يُسمّى كانوم بنكال كان الشائع إقامة مصارعة الديكة إلا أن محكمة مدراس العليا قد ضيّقت ذلك بمنع هذا النشاط في العديد من المناطق وقصره على بعض القرى.
تشِتِّري هو أول شهور التقويم التملي وأول يوم منه يوافق اليوم الأول من شهر أبريل حسب التقويم الميلادي ويحتفل به التمليّون لأنه بداية السنة التمليّة الجديدة، والتقويم التمليّ يفوق التقويم الميلادي بإحدى وثلاثين سنة؛ فعام 2000 في التقويم الميلادي يوافقه عام 2003 في التقويم التملي. آدي بيروكّوهو احتفال يُنظم في اليوم الثامن عشر من شهر آدي (وهو رابع أشهر السنة الميلادية ويوافق شهر يوليو وفق التقويم الميلادي)، ومناسبة هذا الاحتفال هو ارتفاع مستوى المياه في نهر كافِري. كارثيكاي ديبام هو مهرجان الأضواء يُحتفل به في يوم بدر شهر كارتيكا الذي يصادف الشهر الميلادي نوفمبر أو ديسمبر. تايبوسام هو مهرجان تملي يُقام في اليوم الأول من البدر في الشهر التملي التايلاندي ويُكرس للإله كارتيكيا. كافادي أتام هو طقس احتفالي للتضحية يُمارسه المؤمنون يُبرز التزام بالدين. تُنظم عبادة الآلهة عمان وأيانار في ذلك هذا الشهر في المعابد المنتشرة في جميع أنحاء ولاية تملنادة.
تياجاراجا أرادانا هو مهرجان موسيقي سنوي للملحن تياجارجا ويُقام في تيروفايارو بمنطقة ثانجافور ويشارك فيه الآلاف من عشاق الموسيقى سنويًا. جناي تيروفايارو هو مهرجان موسيقي آخر يُقام من 18 إلى 25 ديسمبر كل عام في جناي. يقام مهرجان جناي سانجامام الثقافي التملي السنوي كبير أيضًا في جناي بهدف إحياء التقاليد القروية القديمة والفنون والفنانين. يُحتفل سنويًا بموسم مدراس الموسيقي الذي أسسته أكاديمية مدراس للموسيقى في عام 1927 ويشتهر بعروض الموسيقى الكرناتكية التقليدية من فناني المدينة.

### السينما

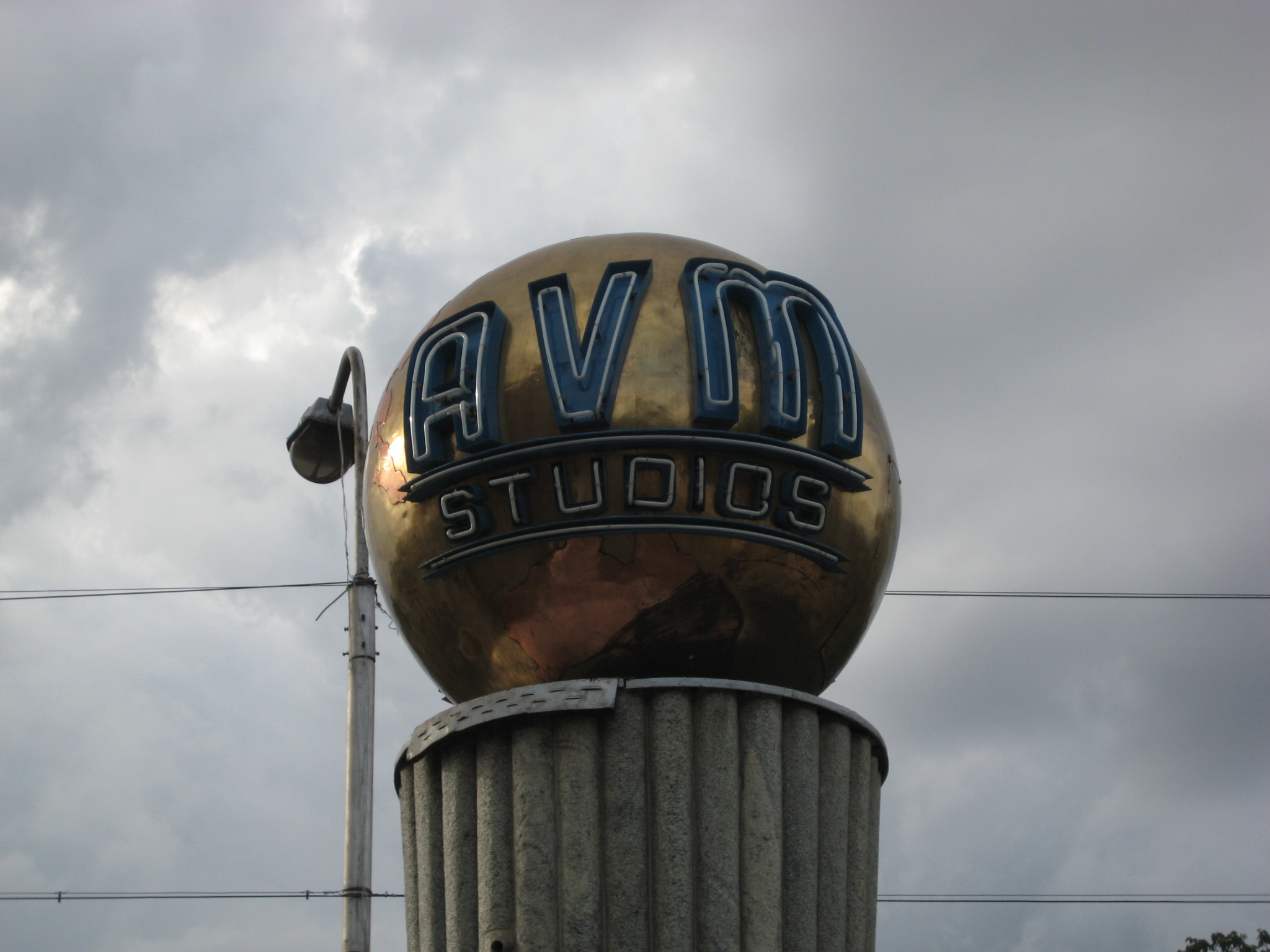
إيه.في.إم - أحد أقدم استوديوهات الإنتاج السينمائي التي ما تزال باقية

تملنادة مركزٌ مهم للسينما التملية وصناعة الأفلام باللغة التملية وعادة ما يُعبّر عن السينما التملية باسم كوليوود على غرار هوليوود وبوليوود ولفظة كوليوود مأخوذة من الحرف الأول من كُدَمْبَكَّم وهي إحدى مناطق مدينة جناي وتتركز فيها مراكز الإنتاج السينمائي. والإنتاج السينمائي التملي يُعد ثاني أو ثالث أكبر إنتاج على مستوى السينماهات الهندية.
وقد ابتدأت السينما التملية نشاطها بإنتاج أفلام صامتة منذ عام 1917 ومن ثم الأفلام الصوتية عام 1931 وأول فلم من الأفلام الصوتية التملية كان كالداس. وقد كان للسينما التملية التأثير الأكبر على السينماهات الهندية الأخرى كالتيلوغوية والملبارية والكنادية والهندية. تُنشر الأفلام التملية في العصر الحديث التي تُنتج في تملنادة إلى جميع دور السينما والعروض في دول العالم المختلفة والتي يتواجد فيها جاليات تملية بشكل كبير كسنغافورة وجنوب أفريقيا وسريلانكا وماليزيا واليابان وأوقيانوسيا والشرق الأوسط وأوربا الغربية وأمريكا الشمالية.
وقد شرّعت الهيئة التشريعية في تملنادة في أواخر الثلاثينيات من القرن العشرين قانون يفرض الضرائب على الإنتاجات السينمائية. والسينما التملية وشركات الإنتاج والاستوديوهات في تملنادة مُلزمة ببعض القوانين المفروضة من قبل حكومة تملنادة كقوانين إنتاج الأفلام السينمائية التي صدرت في أعوام 1948 - 1952 - 1957.
ابتكر ساميكانو فنسنت، الذي أسس أول دار سينما في جنوب الهند بكويمباتور، مفهوم "سينما الخيام" فتقام خيمة في أرض مفتوحة بالقرب من مدينة أو قرية لعرض الأفلام، أُقيم أول سينما من هذا النوع في مدراس وسُميت "إديسون جراند سينمامكبر سبيكر".

## النقل

### الطرق

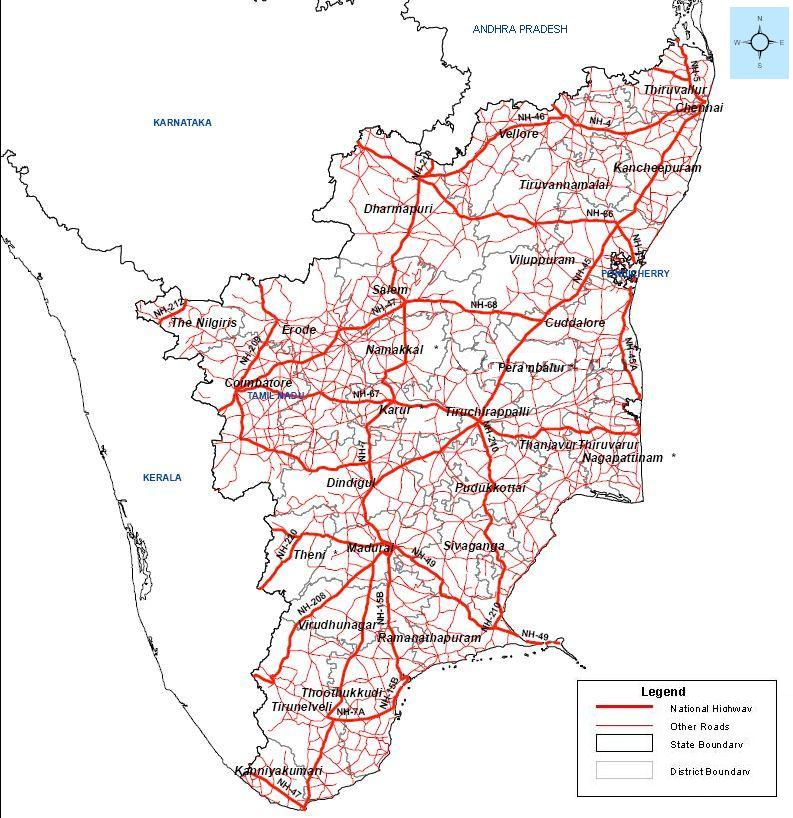
خريطة شبكة الطرق السريعة في تملنادة

تبلغ طول شبكة الطرق بها حوالي 271,000 كيلومتر حتى عام 2023 بكثافة تصل إلى 2,084.71 كيلومتر (1,295.38 ميل) لكل 1000 كيلومتر مربع وهذا يفوق المتوسط الوطني البالغ 1,926.02 كيلومتر (1,196.77 ميل) لكل 1000 كيلومتر مربع. تأسست إدارة الطرق السريعة في الولاية في أبريل 1946 وتتولى مسؤولية إنشاء وصيانة الطرق السريعة الوطنية والولائية والطرق الرئيسية للمقاطعات وغيرها من الطرق داخل الولاية. تعمل الإدارة من خلال أحد عشر قطاع و120 قسمًا وتحافظ على 73,187 كيلومتر (45,476 ميل) من الطرق السريعة في الولاية.
| النوع      | NH    | SH     | MDR    | ODR    | OR      | المجموع |
| ---------- | ----- | ------ | ------ | ------ | ------- | ------- |
| الطول (كم) | 6,805 | 12,291 | 12,034 | 42,057 | 197,542 | 271,000 |

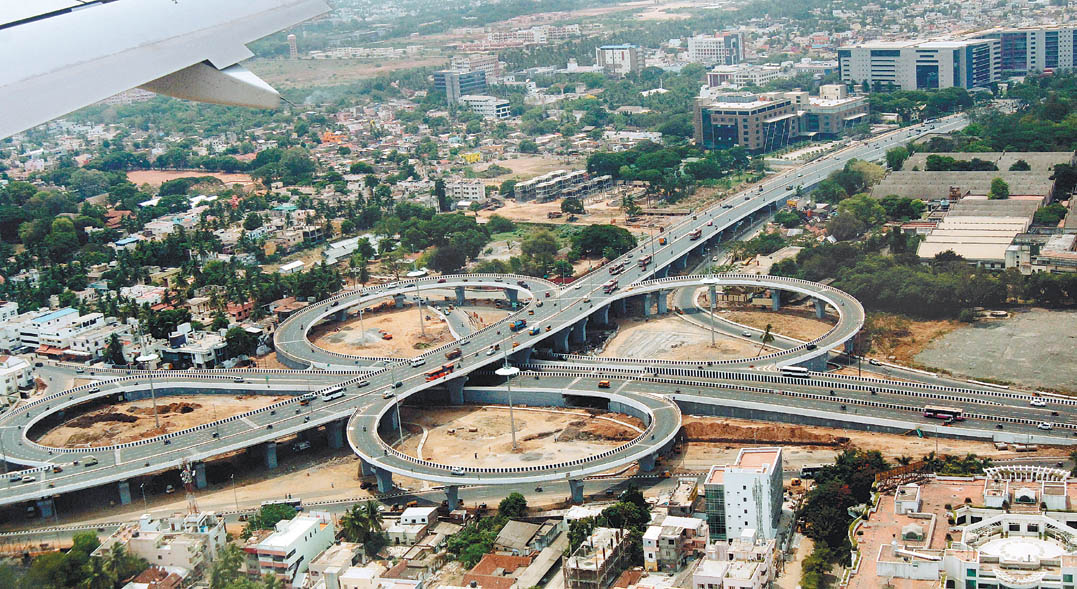
جسر كاتيبارا تقاطع كلوفرليف في جناي

يوجد في تملنادة 48 طريق سريع وطني بإجمالي طول يبلغ 6,805 كيلومتر (4,228 ميل)، المسؤول عن صيانة هذه الطرق الجناح الوطني للطرق السريعة الذي تأسس في عام 1971 ضمن إدارة الطرق السريعة بالولاية، وذلك فقًا لما تحدده الهيئة الوطنية للطرق السريعة في الهند (NHAI). يوجد بالولاية طرق سريعة على مستوى الولاية بطول توجد طرق سريعة ولائية بطول إجمالي يبلغ 6,805 كيلومتر (4,228 ميل) تربط بين مقرات المقاطعات والمدن الرئيسية والطرق السريعة الوطنية داخل الولاية. كان يعمل بالولاية 32,598 حافلة منها 20,946 حافلة تابعة لوحدات النقل الحكومية و7,596 حافلة خاصة و4,056 حافلة صغيرة في عام 2020. شركة النقل الحكومية في تملنادة التي تأسست في عام 1947 بعد تأميم الحافلات الخاصة في رئاسة مدراس هي المشغل الأساسي لحافلات النقل العام في الولاية وتدير خطوط الحافلات داخل الولاية وبين الولايات، وبها ثمانية أقسام منها شركة النقل السريع الحكومية المحدودة (SETC) التي تقدم خدمات النقل السريع لمسافات طويلة. بلغ عدد السيارات المسجلة في تملنادة 32.1 مليون سيارة في عام 2020.

### القطارات

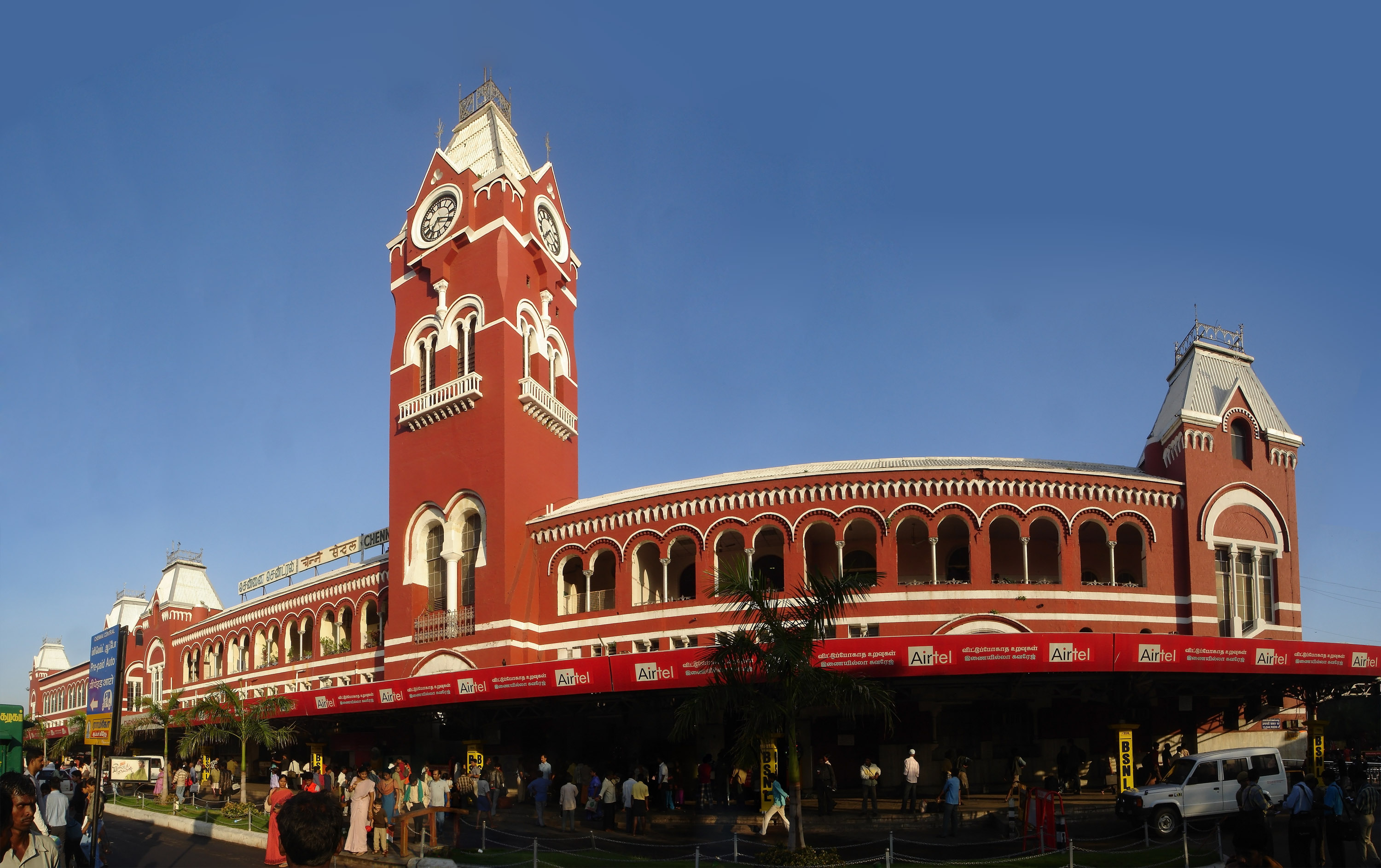
جناي سنترال إحدى محطات السكك الحديدية الرئيسية

تملنادة لها شبكة سكك حديد متطورة وهي جزء من سكة الحديد الجنوبية، التي تتمركز في جناي. بالولاية أربعة أقسام سكة حديد رئيسية هي: جناي وتيروتشيرابالي ومادوراي وسالم. بلغ الطول الإجمالي لمسارات السكك الحديدية في الولاية 5,601 كـم (3,480 ميل) في عام 2023. توجد 532 محطة سكة حديد في الولاية أهمها محطات جناي سنترال وجناي إيجمور وكويمباتور جانكشن ومادوراي جانكشن. تمتلك السكك الحديدية الهندية أيضًا مصنعًا لتصنيع الحافلات في جناي، وحظائر للقاطرات الكهربائية في أراكونام وإرود ورويابورام، وحظائر للقاطرات الديزل في إرود وتيروتشيرابالي وتوندياربيت، بالإضافة إلى حظيرة للقاطرات البخارية في كونور، بالإضافة إلى مستودعات الصيانة المتنوعة.
| الطول (كم)  | الطول (كم)  | الطول (كم)  | الطول (كم)     | الطول (كم) | طول المسار (كم) | طول المسار (كم) | طول المسار (كم) |
| Broad Gauge | Broad Gauge | Broad Gauge | سكة حديد مترية | المجموع    | Broad Gauge     | سكة حديد مترية  | المجموع         |
| مكهرب       | غير مكهرب   | المجموع     | سكة حديد مترية | المجموع    | Broad Gauge     | سكة حديد مترية  | المجموع         |
| ----------- | ----------- | ----------- | -------------- | ---------- | --------------- | --------------- | --------------- |
| 3,476       | 336         | 3,812       | 46             | 3,858      | 5,555           | 46              | 5,601           |

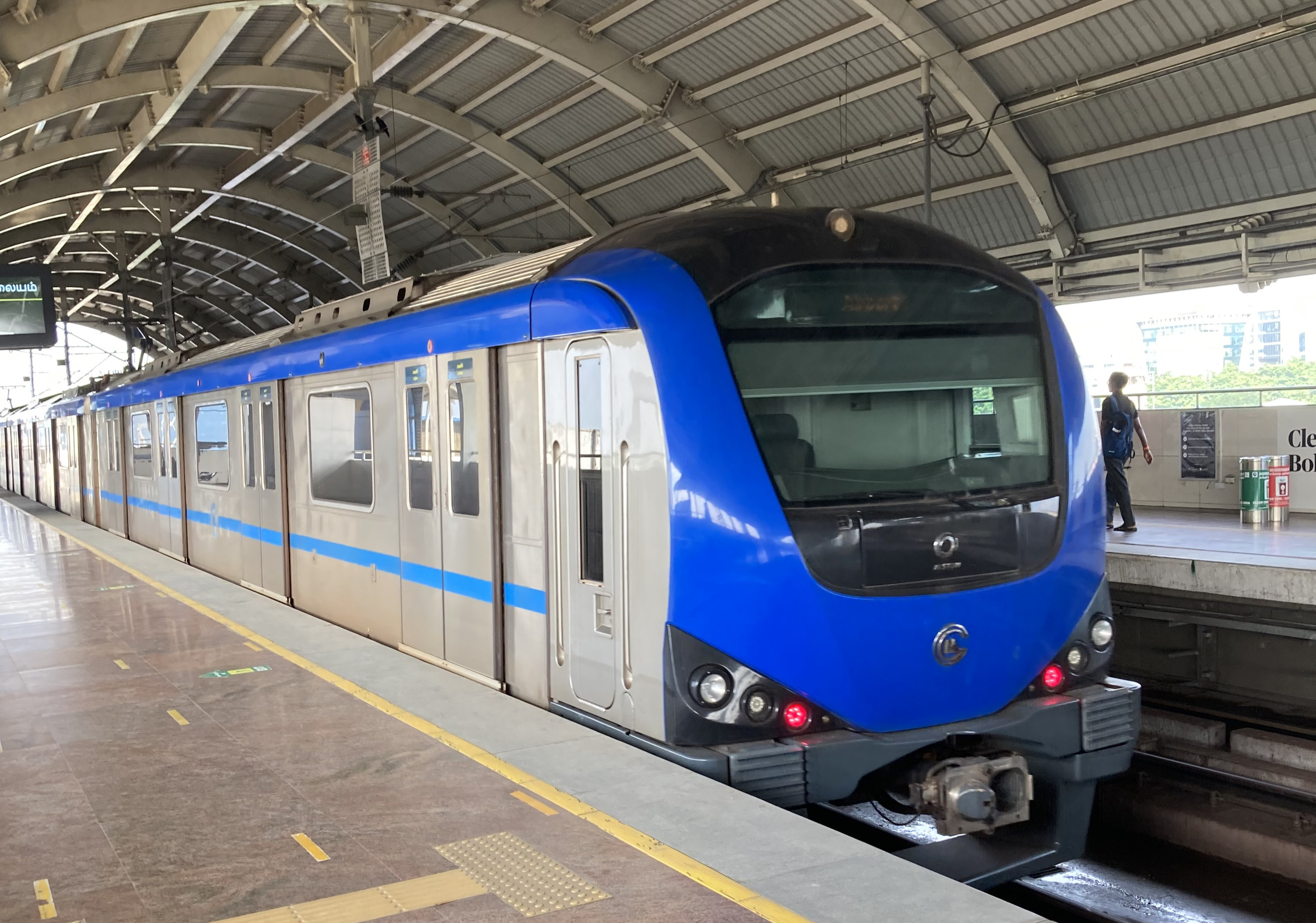
مترو جناي هو المترو الوحيد العامل في الولاية

يوجد في جناي شبكة سكك حديدية في الضواحي تشرف عليها السكك الحديدية الجنوبية يبلغ طولها 212 كـم (132 ميل) وقد تأسست في عام 1928. ويوجد بالولاية نظام النقل الجماعي السريع (MRTS) هو نظام نقل جماعي حضري أسس في عام 1995 ويعمل على خط واحد من شاطئ جناي إلى فيلاشيري. يوجد مترو بمدينة جناي الذي افتتح في عام 2015 وهو نظام سكك حديدية للنقل السريع يتألف من خطين تشغيليين طوله 54.1 كـم (33.6 ميل) في عام 2023. يوجد سكة حديد في جبل نلغيري يعمل بقياس 1٬000 mm (3 ft 33⁄8 in) بناها البريطانيين في عام 1908 وهي الوحيدة من نوعها في الهند.

### المطارات

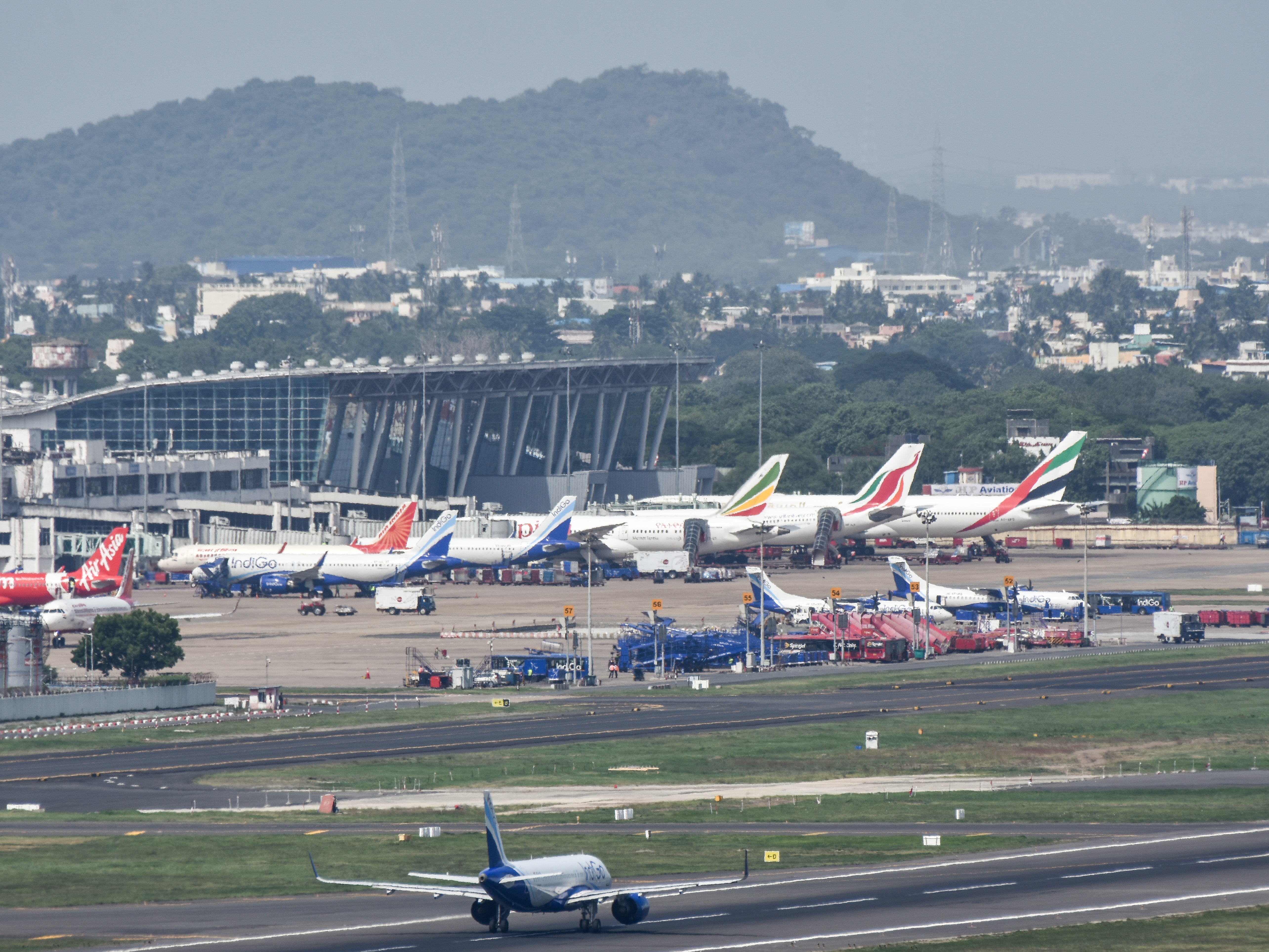
مطار جناي الدولي واحد من أكبر المطارات في جنوب آسيا

بدأ الطيران في الولاية عام 1910 عندما قام جياكومو دي أنجيليس ببناء وتجربة أول طائرة تعمل بالطاقة في آسيا في Island Grounds. أطلقت شركة تاتا للبريد الجوي خدمة البريد بين كراتشي ومدراس في عام 1915 وهو ما مهد الطريق لبداية الطيران المدني في الهند. قام جي آر دي تاتا بتحليق طائرة Puss Moth تحمل بريد جوي من كراتشي إلى مهبط جوهو في بومباي ومن ثم استكملت الرحلة إلى مدراس بقيادة الطيار نيفيل فينسنت وهي رحلة تجارية مجدولة في 15 أكتوبر 1932. يوجد في تملنادة ثلاثة مطارات دولية ومطار دولي صغير وستة مطارات محلية أو خاصة.

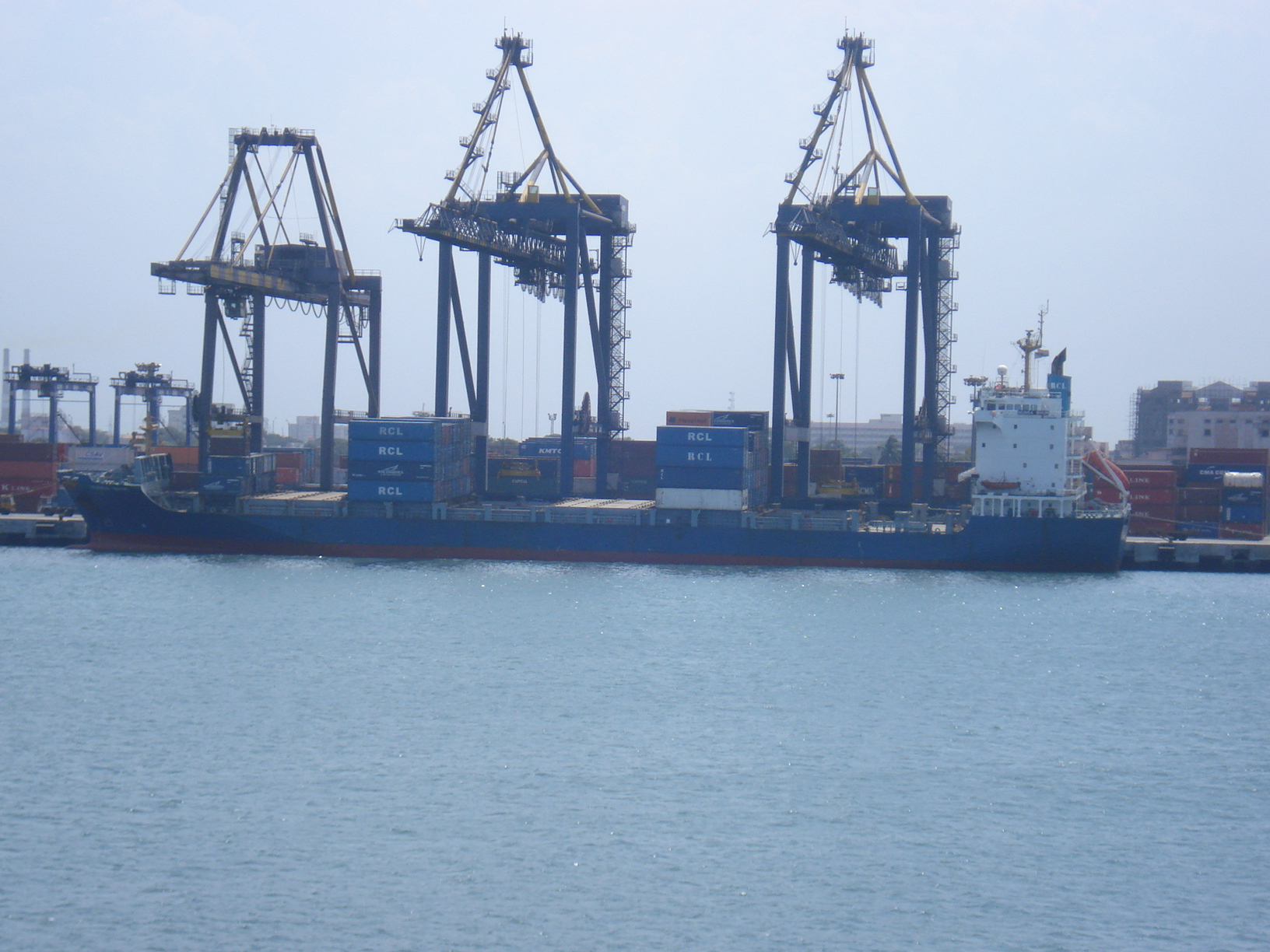
ميناء جناي واحدة من أزحم موانئ الهند

يعد مطار جناي الدولي رابع أكثر المطارات ازدحامًا بالركاب في الهند والبوابة الرئيسية للولاية. المطارات الدولية الأخرى بالولاية هي كويمباتور وتيروتشيرابالي ومطار مادوراي الجمركي ذو الرحلات الدولية المحدودة. تُشغّل رحلات داخلية إلى مطارات توتيكورين وسالم ومن المخطط زيادة الرحلات الجوية إلى المزيد من المطارات المحلية عبر مشروع UDAN التابع لحكومة الهند. تقع المنطقة ضمن نطاق القيادة الجوية الجنوبية للقوات الجوية الهندية التي تدير ثلاث قواعد جوية في الولاية بمدن سولور وتامبارام وثانجافور. كما تدير البحرية الهندية قواعد جوية في أراكونام وأوتشيبولي وجناي. أعلنت منظمة أبحاث الفضاء الهندية في عام 2019 عن خطط لإنشاء منصة إطلاق صواريخ جديدة بالقرب من كولاسيخاراباتنام في منطقة ثوثكدي.

### الموانئ البحرية
تملنادة فيها ثلاث موانئ بحرية رئيسية في جناي وإنور وتوتيكورين تديرها وزارة الموانئ والشحن والممرات المائية التابعة لحكومة الهند، ستة عشر ميناء ثانويا آخر تديرها إدارة الطرق السريعة والموانئ الصغيرة التابعة لحكومة تملنادة. تملنادة جزءا من القيادة البحرية الشرقية والقيادة البحرية الجنوبية للبحرية الهندية التي لديها قاعدة رئيسية في جناي وقاعدة دعم لوجستي في ثوثوكودي.

## التعليم
تملنادة واحدة من الولايات الرائدة في معدلات القراءة والكتابة في الهند فبلغ النسبة 82.9٪ في تقرير اللجنة الإحصائية الوطنية لعام 2017 متجاوزةً المتوسط الوطني البالغ 77.7٪. شهدت الولاية ارتفاعًا كبيرًا في معدلات معرفة القراءة والكتابة منذ الستينيات بسبب مشروع وجبة الظهيرة الذي أطلقه K. Kamaraj لزيادة نسبة الالتحاق بالمدارس. حُسن هذا البرنامج وغير هدفه في عام 1982 لكي يكون مشروع لمحاربة سوء التغذية. لدى الولاية واحدة من أعلى معدلات الالتحاق بالتعليم الثانوي بنسبة 95.6٪ في عام 2022 وهو أعلى بكثير من المتوسط الوطني البالغ 79.6٪. كشف تحليل للتعليم الابتدائي أجرته منظمة براثام غير الحكومية عن انخفاض في معدل التهرب من الدارسة لكن جودة التعليم كانت رديئة مقارنةً بولايات أخرى.

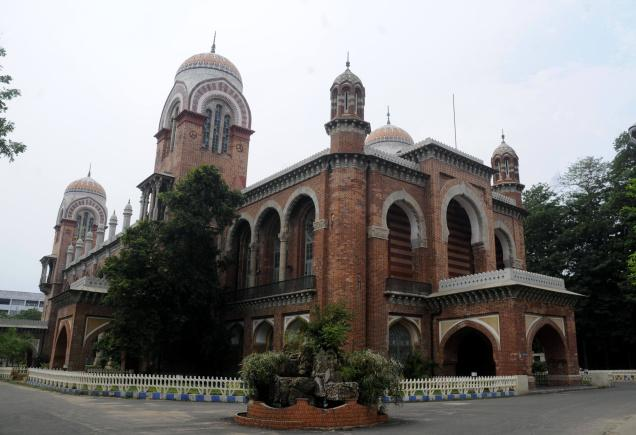
جامعة مدراس واحدة من أقدم الجامعات في الهند

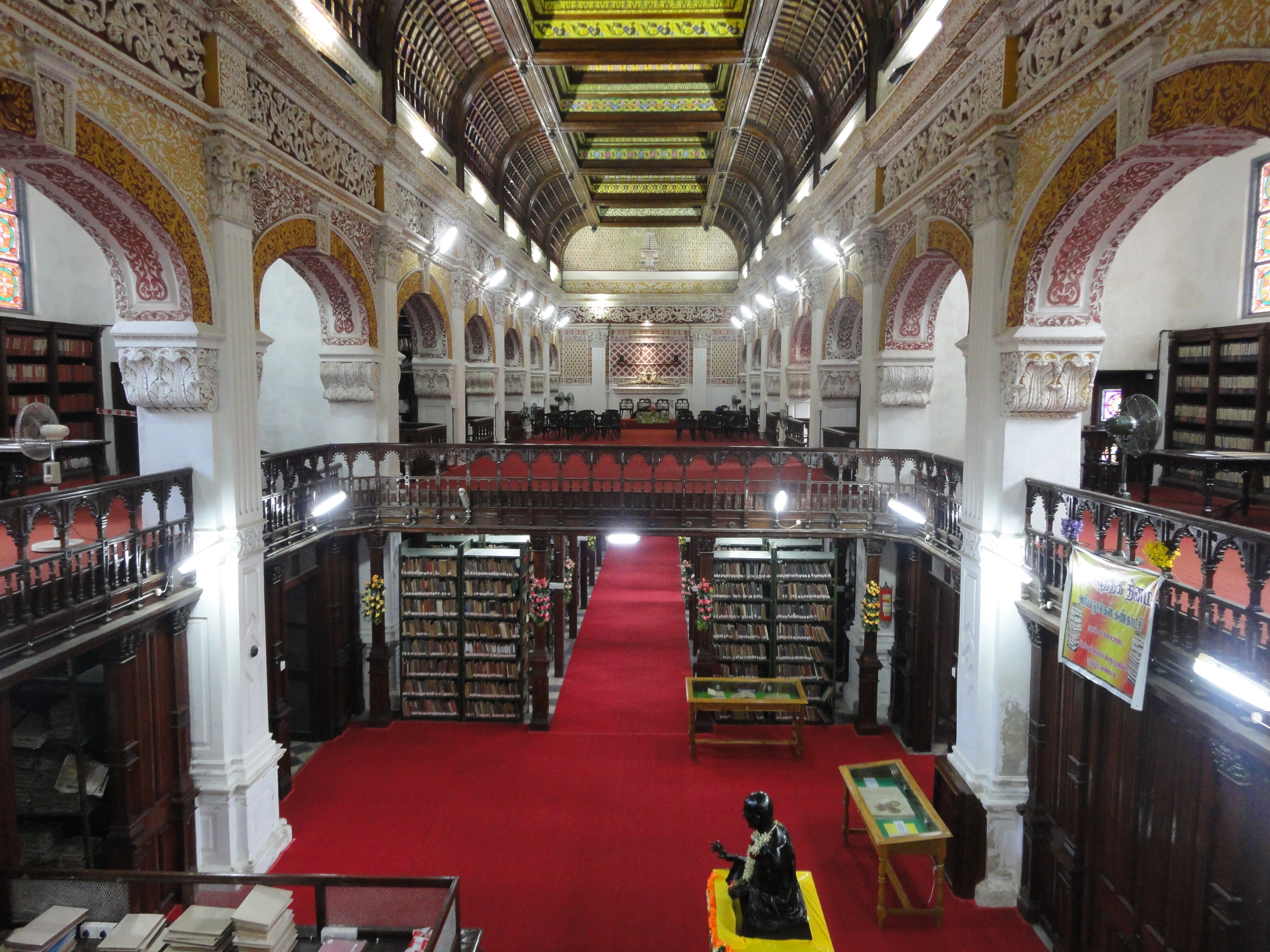
مكتبة كونيمارا العامة هي واحدة من أقدم المكتبات وواحدة مراكز الإيداع الوطنية الأربعة في الهند

كان في الولاية أكثر من 37,211 مدرسة حكومية تعلم 5.47 مليون طالب و8,403 مدرسة تدعمها الحكومة تعلم 2.84 مليون طالب و12,631 مدرسة خاصة تعلم 5.69 مليون طالب في عام 2022. يوجد بالولاية 3,12,683 معلمًا منهم 80,217 معلم في المدارس التي تدعمها الحكومة بمتوسط نسبة المعلمين إلى الطلاب 1: 26.6. تتبع جميع المدارس الحكومية مجلس ولاية تملنادة للتعليم، بينما تتبع المدارس الخاصة إلى مجلس تملنادة للتعليم الثانوي أو المجلس المركزي للتعليم الثانوي أو مجلس امتحانات شهادة المدرسة الهندية أو المعهد الوطني للتعليم المفتوح. يبدأ التعليم المدرسي بسنتين من رياض الأطفال ابتداءً من عمر ثلاث سنوات يليها نظام التعليم الهندي 10+2، الذي يتضمن عشر سنوات من التعليم المدرسي وسنتين من التعليم الثانوي العالي.
هناك 56 جامعة في الولاية منها 24 جامعة حكومية وأربع جامعات خاصة و 28 جامعة معترف بها في عام 2023. تأسست جامعة مدراس في عام 1857 وهي واحدة من أولى الجامعات الحديثة في الهند. هناك 510 كلية هندسة بما في ذلك 34 كلية حكومية في الولاية. تعد جامعة آنا التي تأسست عام 1794 هي أقدم كلية هندسة في الهند. يوجد المقر الرئيسي لأكاديمية تدريب الضباط التابعة للجيش الهندي في جناي. هناك أيضا 496 مؤسسة للفنون التطبيقية منها 92 كلية حكومية و935 كلية للفنون والعلوم منها 302 كلية حكومية. تعد كلية مدراس المسيحية (1837) وكلية الرئاسة (1840) وكلية باتشايابا (1842) من بين أقدم كليات الفنون والعلوم في البلاد.
هناك أكثر من 870 مؤسسة للتعليم الطبي والتمريض وطب الأسنان في الولاية، منها 21 مؤسسة للطب التقليدي وأربعة للطب الحديث. تعد كلية مدراس الطبية المؤسسة في عام 1835 واحدة من أقدم كليات الطب في الهند. صُنفت 26 جامعة و15 كلية هندسة و35 كلية علوم وفنون و8 كليات إدارة و8 كليات طبية من الولاية ضمن أفضل 100 كلية في البلاد في تصنيفات إطار التصنيف المؤسسي الوطني لعام 2023. تحجز الولاية 69٪ من مقاعد المؤسسات التعليمية للفئات المتخلفة وهي النسبة الأعلى بين جميع الولايات الهندية. كما يوجد في الولاية عشرة معاهد ذات أهمية وطنية. تساهم معاهد البحوث مثل جامعة تملنادة الزراعية والمعهد المركزي لبحوث القطن ومعهد بحوث تربية قصب السكر ومعهد علم الوراثة الحرجية وتربية الأشجار والمجلس الهندي لبحوث الغابات والتعليم في مجال البحوث الزراعية في تطوير القطاع العلمي.
تضم الولاية 4622 مكتبة عامة اعتبارًا من 2023. تأسست مكتبة كونيمارا العامة في عام 1896 وهي من أقدم المكتبات الهندية ومن مراكز الإيداع الأربع الوطنية التي تودع بها نسخ من جميع الصحف والكتب المنشورة في البلاد. تعتبر مكتبة آنا المئوية أكبر مكتبة في آسيا. تنتشر العديد من المؤسسات البحثية في كل الولاية. يُقام معرض جناي للكتاب الذي تنظمه جمعية بائعي الكتب والناشرين في جنوب الهند عادةً بين ديسمبر ويناير.

## السياحة

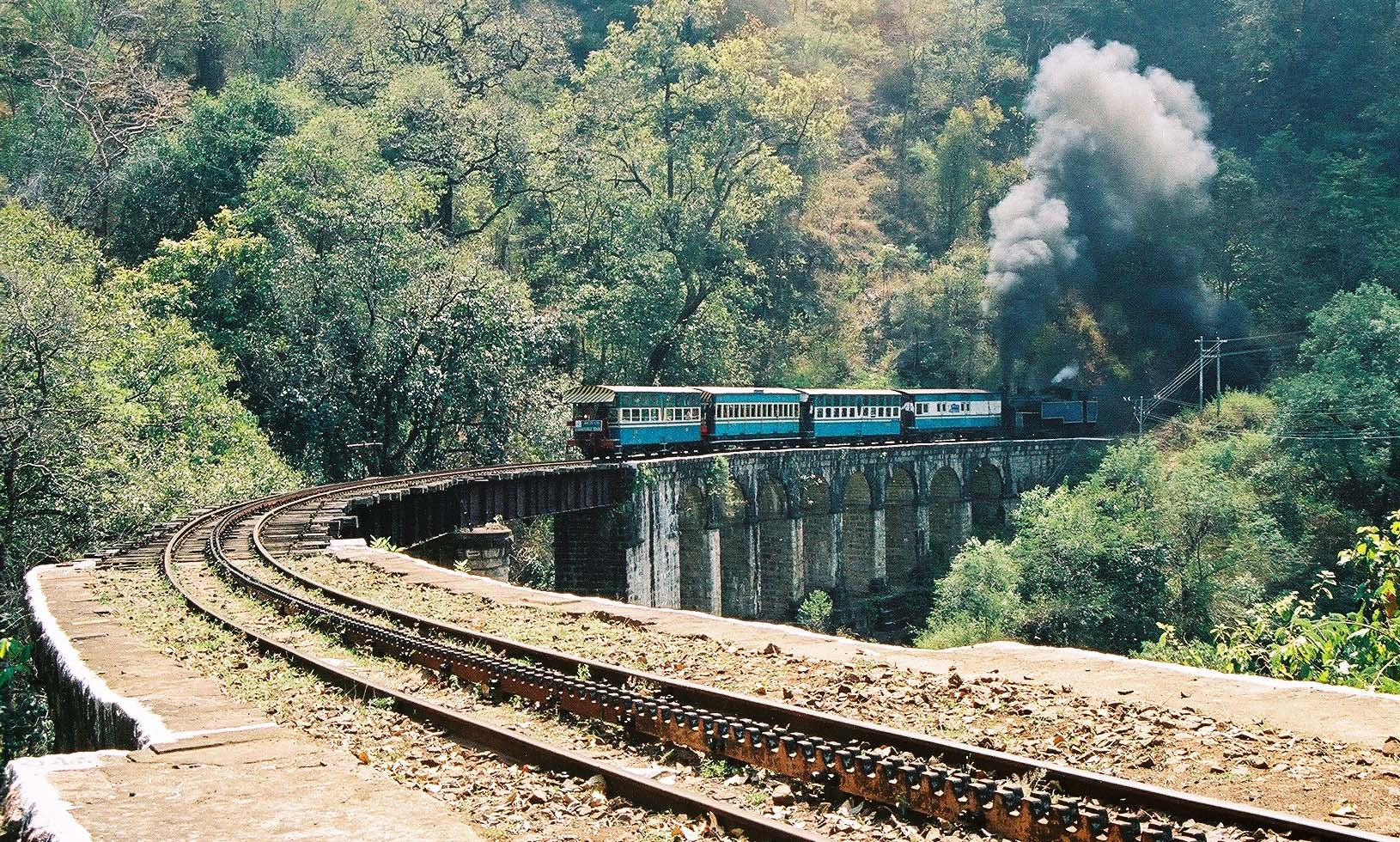
سكة حديد جبل نلغيري في جبال نلغيري هي أحد مواقع التراث العالمي

تتميز تملنادة بثقافتها الغنية وهندستها المعمارية المتنوعة وجغرافيتها المختلفة لذا فتتمتع بصناعة سياحية مزدهرة. أسست حكومة تملنادة مؤسسة تنمية السياحة في عام 1971 وهي الهيئة المسؤولة عن تشجيع السياحة وتطوير البنية التحتية السياحية في الولاية. تديرهذه المؤسسة دائرة السياحة والثقافة والأوقاف الدينية. واعتمد الهيئة شعار "تملنادة ساحرة" للترويج السياحي. أصبحت الولاية واحدة من أهم الوجهات للسياح المحليين والدوليين في القرن الحادي والعشرين. استقبلت تملنادة أكثر من 140.7 مليون زائر في عام 2020.
يبلغ طول ساحل تملنادة 1,076 كيلومتر (669 ميل) فيه العديد من الشواطئ الجميلة. يعد شاطئ مارينا الذي يبلغ طوله 13 كـم (8.1 ميل) ثاني أطول شاطئ حضري في العالم. تقع الولاية على جانبي سلسلتي الغات الغربية والشرقية وبها العديد من محطات التلال مثل أوداغاماندالام (أوتي) في تلال نيلجيري وكودايكانال في تلال بالاني. تزخر الولاية بعدد من معابد الكهوف المنحوتة في الصخور وأكثر من 34000 معبد بني في فترات زمنية مختلفة بعضها يعود تاريخه لعدة قرون. توجد العديد من الشلالات في الولاية أشهرها شلالات كورتالام وهوجيناكال. وقد أعلنت اليونسكو عن أربعة مواقع للتراث العالمي في الولاية: مجموعة آثار ماهاباليبورام ومعابد تشولا العظيمة وسكة حديد جبل نيلغيري ومحمية نيلغيري للمحيط الحيوي.

## الرياضة

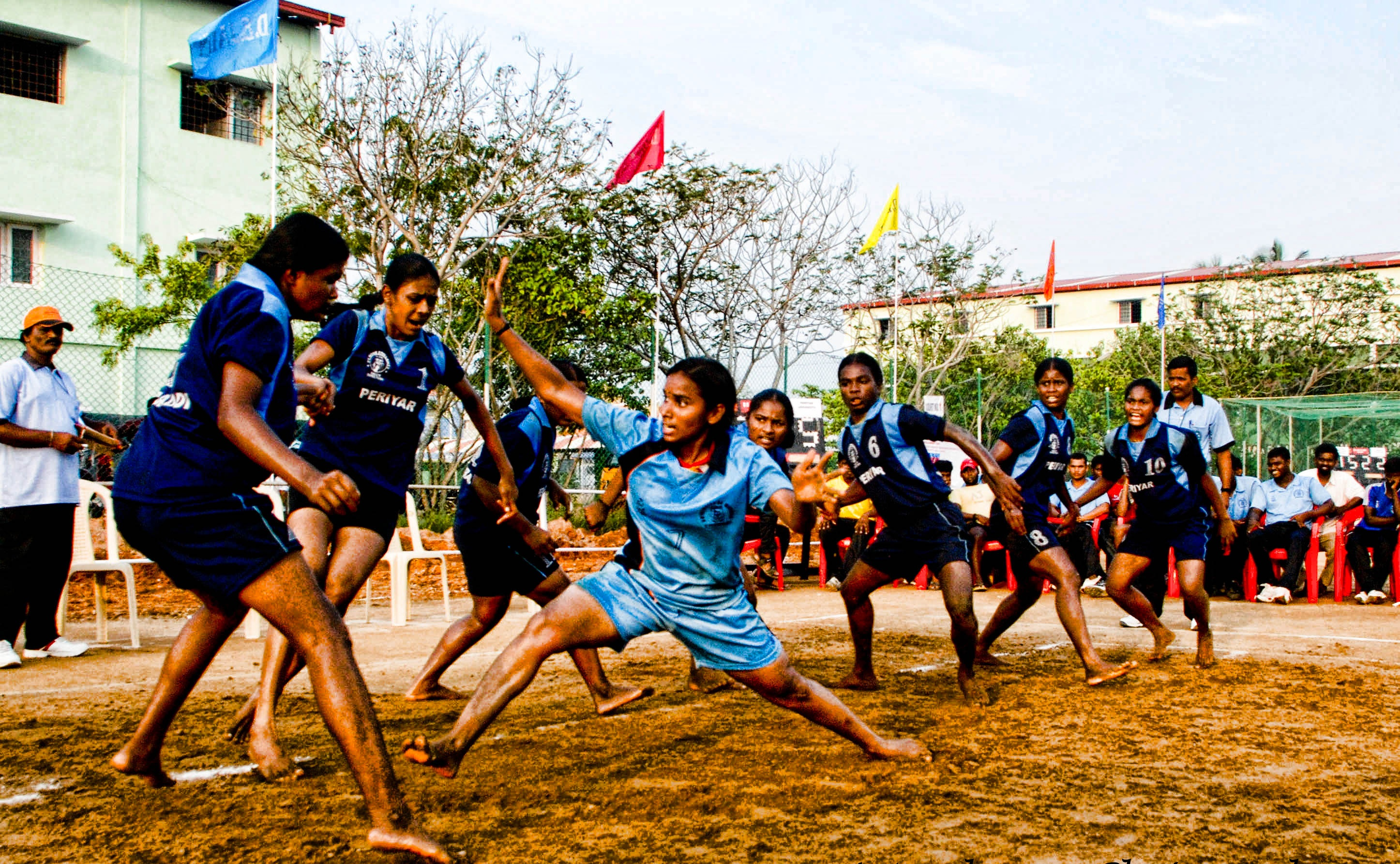
الكابادي هي لعبة ولاية تملنادة

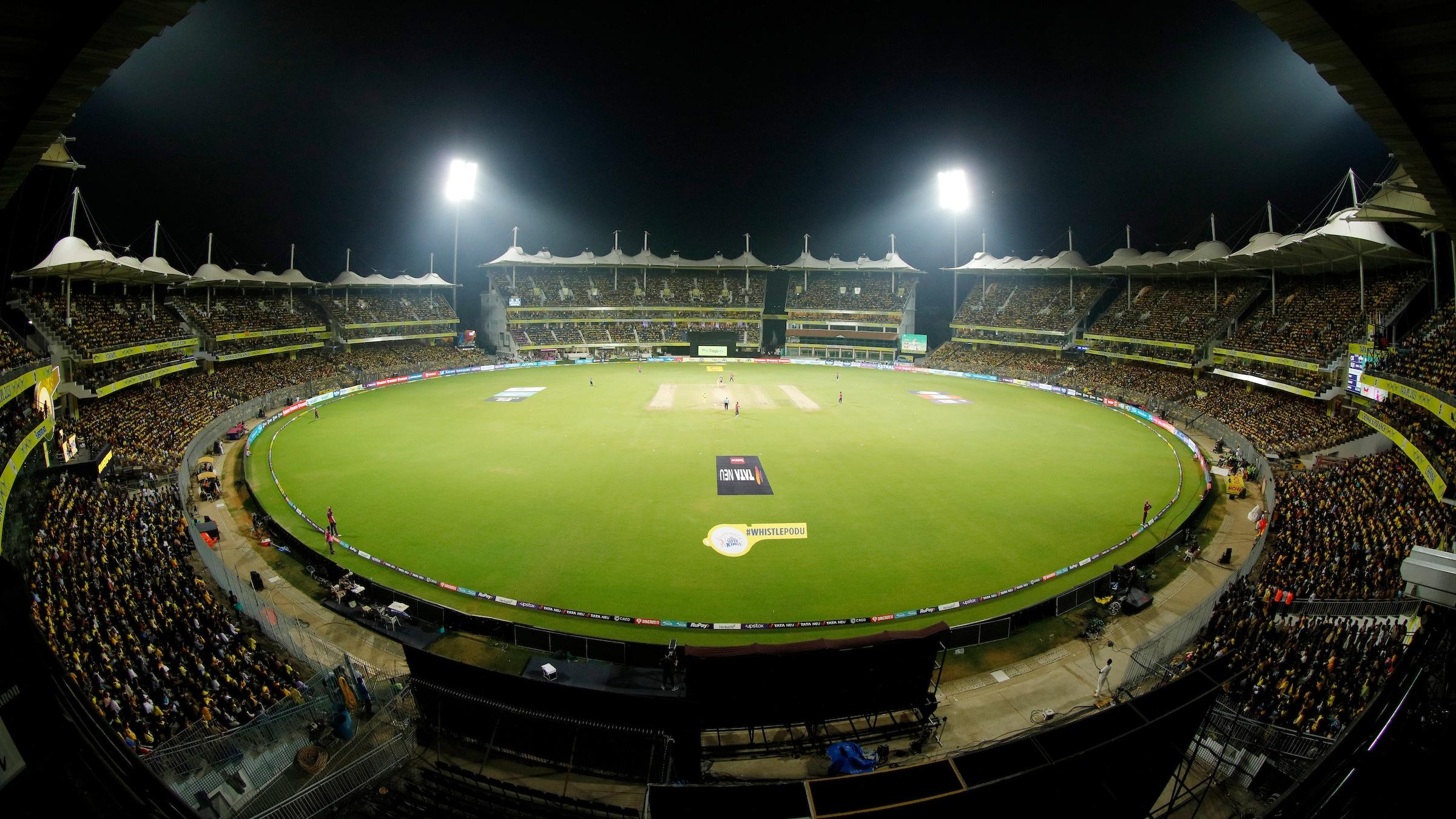
ملعب M. A. Chidambaram في جناي أحد أقدم ملاعب الكريكيت

الكبادي هي لعبة ولاية تملنادة. دوري كابادي للمحترفي هي البطولة الأكثر شعبية في الولاية. تلقب جناي غالبًا باسم "عاصمة الشطرنج في الهند" فتعد المدينة مسقط رأس العديد من أساتذة الشطرنج الكبار منهم بطل العالم السابق فيشفاناثان أناند. استضافت الولاية بطولة العالم للشطرنج 2013 وأولمبياد الشطرنج ال44 في 2022. تشتهر الألعاب التقليدية مثل بالانغوزي وأوريادي والمقلاء والقلة والباتشيسي (لعبة) في جميع أنحاء الولاية. تستخدم الثيران في ألعاب Jallikattu وRekla التقلدية. من فنون الدفاع عن النفس التقليدية سيلامباتام وجاتا غوستي وأديموراي.
الكريكيت هي الرياضة الأكثر شعبية في الولاية، ويعد ملعب MA Chidambaram الذي تأسس عام 1916 واحدًا من أقدم ملاعب الكريكيت في الهند وقد استضاف مباريات عديدة من بطولات كأس العالم للكريكيت. تأسست أكاديمية MRF Pace للبولينج في جناي عام 1987. جناي هي مقر فريق جناي سوبر كينغز أنجح فرق الدوري الهندي الممتاز للكريكيت والذي فاز بالنهائيات في موسمي 2011 و2012. كما تحظى كرة القدم بشعبية كبيرة ويُعتبر دوري السوبر الهندي المنافسة الرئيسية للأندية ويمثل نادي جنايين الولاية فيه.
تحتضن المدن الكبرى مثل جناي وكويمباتور مرافق متعددة الأغراض تستضيف مباريات كرة القدم ومنافسات ألعاب القوى. تمتلك جناي أيضًا مجمعًا داخليًا متعدد الاستخدامات لرياضات الكرة الطائرة وكرة السلة والكابادي وتنس الطاولة. استضافت جناي دورة ألعاب جنوب آسيا في عام 1995. جمعية تملنادة للهوكي هي الهيئة الحاكمة للهوكي بالولاية وكان ملعب مايور راداكريشنان في جناي الذي لُعب به بطولات الهوكي الدولية وكأس أبطال الرجال لعام 2005 وكأس آسيا للرجال لعام 2007. يوجد في جناي نادي مدراس للقوارب المؤسس في عام 1846 ونادي رويال مدراس لليخوت المؤسس في عام 1911، اللذان يعززان رياضات الإبحار والتجديف في جناي. افتتح مضمار مدراس لسباق السيارات في عام 1990 وهو أول حلبة سباق دائمة في الهند ويستضيف فعاليات سباق الفورمولا. تعرف كويمباتور بـ"مركز رياضة السيارات في الهند" وبالمدينة حلبة Kari Motor Speedway للفورمولا 3. تقام سباق الخيل في مضمار سباق Guindy، وتضم الولاية ثلاثة ملاعب جولف من 18 حفرة وهي النادي العالمي ونادي Gymkhana ونادي كويمباتور للجولف.

## روابط خارجية
- Tamil Nadu على مشروع الدليل المفتوح
- معلومات جغرافية متعلقة بتملنادة على خريطة الشارع المفتوح